# Bydgoski Węzeł Wodny

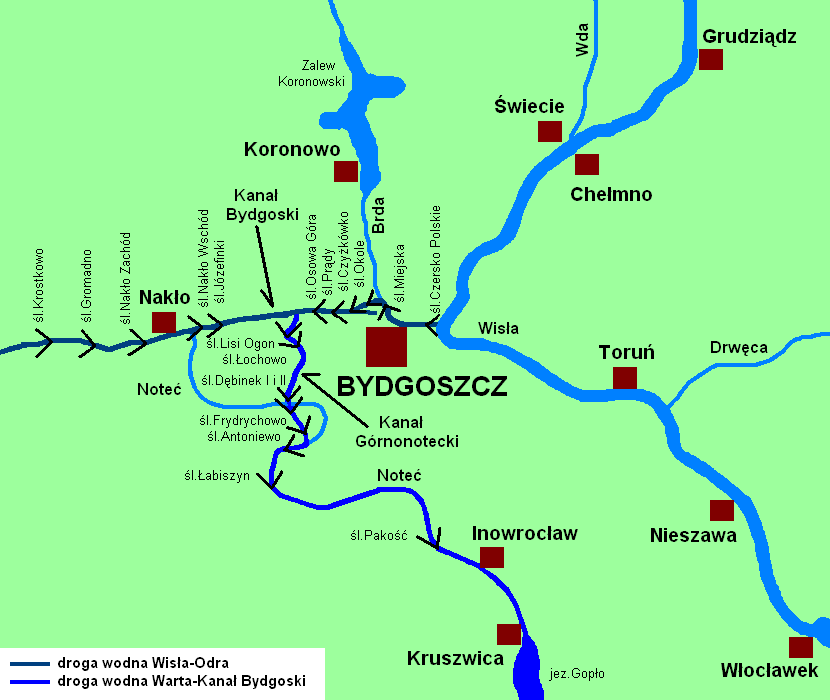
Schemat dróg wodnych w okolicy Bydgoszczy

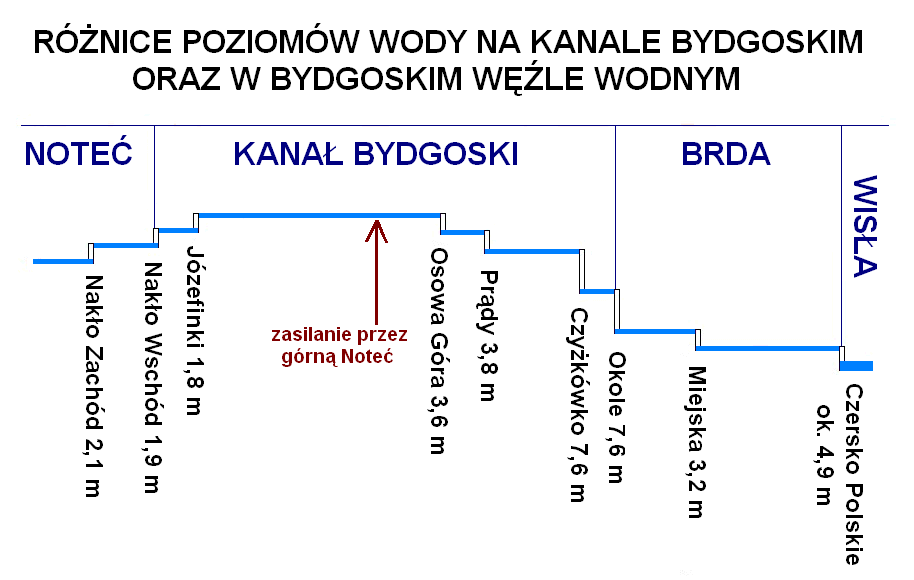
Schemat drogi wodnej Wisła-Odra w obrębie BWW

Bydgoski Węzeł Wodny (BWW) – związek cech hydrograficznych Brdy, Wisły, Kanału Bydgoskiego i Górnonoteckiego oraz mniejszych strug wodnych na obszarze miasta Bydgoszczy i w jego najbliższym sąsiedztwie, wraz z budowlami i urządzeniami hydrotechnicznymi oraz zabudową nadbrzeżną.
Bydgoski Węzeł Wodny jest uznawany za najcenniejszy zasób środowiska Bydgoszczy. Stanowi on element międzynarodowych dróg wodnych: E70 łączącej wschód i zachód Europy oraz drogi E40 łączącej Morze Bałtyckie z Morzem Czarnym. W skład węzła wchodzą łączące się ze sobą, skanalizowane, bądź spławne cieki wodne o łącznej długości nabrzeży ok. 100 km. Bydgoski Węzeł Wodny jest łącznikiem dorzeczy Wisły i Odry, a poprzez Kanał Górnonotecki, jezioro Gopło i Kanał Warta-Gopło łączy się również z dorzeczem Warty.

## Historia
Bydgoski Węzeł Wodny jako łącznik dorzeczy Wisły i Odry powstał w momencie budowy Kanału Bydgoskiego w 1774 roku. Jednak już w okresie wcześniejszym rzeki Brda i Wisła odegrały dużą rolę w dziejach Bydgoszczy, polskiej żeglugi śródlądowej oraz handlu spławnego.
Brda, Wisła i spław w okresie staropolskim, budowa i przebudowy Kanału Bydgoskiego, regulacja Brdy i Wisły, budowa Kanału Górnonoteckiego, apogeum wodnego transportu na drodze Wisła-Odra na początku XX wieku, wykorzystanie Węzła Wodnego do rozwoju turystyki, sportu i rekreacji, dzieje w XX wieku – patrz: Historia Bydgoskiego Węzła Wodnego.

### Bydgoskie zakole Wisły wyróżnikiem topograficznym BWW
Podstawowym wyróżnikiem topograficznym Bydgoskiego Węzła Wodnego i miasta Bydgoszczy jest położenie nad tzw. kolanem Wisły, gdzie Wisła, osiągając swoją kulminację zachodnią, opuszcza pradolinę Toruńsko-Ebeswaldzką, dokonując przełomu w wysoczyznach Pojezierzy Południowobałtyckich.
Położenie to było przyczynkiem do założenia grodu bydgoskiego, przy brodzie na Brdzie, między Wisłą a bagnami nadnoteckimi, w miejscu gdzie prowadzono stare szlaki komunikacyjne (m.in. szlak bursztynowy). Inspirowało również pisarzy i malarzy do dzieł literackich. Sebastian Klonowic w dziele „Flis, to jest Spuszczanie statków Wisłą i inszymi rzekami do niej przypadającymi” (1595), które można uznać za pierwszy przewodnik turystyczny po drodze wiślanej ulokował w wielkim zakolu Wisły pod Bydgoszczą miejsce magiczne, tzw. Piekielne Wrota. Natomiast Adam Grzymała-Siedlecki pisał w 1936 r.:

Bydgoszcz leży w tym miejscu, gdzie Wisła wyczerpawszy niejako swój bieg ze wschodu na zachód, jakby na zawiasach skręca nagle pod prostym kątem ku północy – i wprost już podąża ku morzu. U tych wiślanych zawiasów rozsiadła się Bydgoszcz.

### Tożsamościowa rola BWW dla miasta Bydgoszczy
Bydgoski Węzeł Wodny jest elementem tożsamości miasta Bydgoszczy. Od XII wieku w Bydgoszczy dominowały funkcje związane z gospodarczym wykorzystaniem rzek Brdy i Wisły, a od XVIII w. także Kanału Bydgoskiego (handel, żegluga, przemysł). Transport wodny oraz związany z tym rozwój gospodarczy był głównym czynnikiem miastotwórczym. Od XIX wieku obecność w mieście rzek i kanałów przyczyniła się do rozwoju form wypoczynku i uprawiania sportów wodnych. Do końca XIX wieku. miasto pozostawało w ścisłych relacjach ekonomicznych, funkcjonalnych i przestrzennych z rzekami i kanałami. Z czasem więzi te uległy jednak osłabieniu, przede wszystkim wskutek rozwoju kolei i komunikacji drogowej oraz rozbudowy miasta.
Powrót miasta nad rzekę rozpoczął się w latach 80. XX w., gdyż w Bydgoskim Węźle Wodnym uznano symbol tożsamościowy (genius loci) miasta Bydgoszczy, oraz jego najcenniejszą wartość historyczną, urbanistyczną, środowiskową i kulturową. Jednym z kluczowych osiągnięć w tym zakresie jest kształtowanie i rewaloryzacja frontu wodnego Bydgoszczy, na wzór miast Europy Zachodniej. Dzisiaj w otoczeniu Brdy i Kanału Bydgoskiego mają miejsce wszystkie ważniejsze wydarzenia miasta. Wokół niej tworzy się specyficzny „salon miasta” – z Wyspą Młyńską jako jego centrum.
Atrakcyjność Bydgoszczy związanej z wodą jest wciąż udoskonalana i podkreślana przez iluminację zabytków, miejsc i zieleni, tworzących miejski waterfront Bydgoszczy oraz wzbogacana przez małe formy architektoniczne.

### BWW osią rozbudowy miasta
Bydgoski Węzeł Wodny jest osią rozbudowy układu przestrzennego miasta.
Bydgoszcz zwana początkowo „grodem nad Brdą”, od XVIII wieku rozpoczęła ekspansję przedmieść na zachód wzdłuż Kanału Bydgoskiego, zaś na przełomie XIX i XX w. powstała wschodnia dzielnica składowo-przemysłowa wzdłuż Brdy, aż do jej ujścia do Wisły. Wzdłuż Brdy i Kanału lokalizowano szereg inwestycji, przede wszystkim hydrotechnicznych, ale także związanych ze sportem, rekreacją, przemysłem, gospodarką komunalną oraz usługami.
Miasto w 1920 roku włączyło do swego terytorium większość przedmieść położonych wzdłuż Brdy i Kanału oraz przekroczyło rzekę Wisłę (Zawiśle o pow. 199 ha w latach 1920–1940 i 1945–1954). Proces rozbudowy miasta wzdłuż cieków wodnych był kontynuowany aż do 1973, kiedy włączono do Bydgoszczy miasto Fordon, położone nad Wisłą. W 1978 w granicach miasta znajdowało się 50 km cieków wodnych, z tego 28 km przypadało na Brdę. W latach 80. i 90. XX w. wskutek rozbudowy Wschodniej Dzielnicy Mieszkaniowej miasto oparło swą zabudowę o Wisłę. Obecnie nad „królową polskich rzek” mieszka 70 tys. mieszkańców Bydgoszczy (co 5 mieszkaniec), a miasto zwane jest „grodem nad Brdą i Wisłą”.

### Schemat BWW

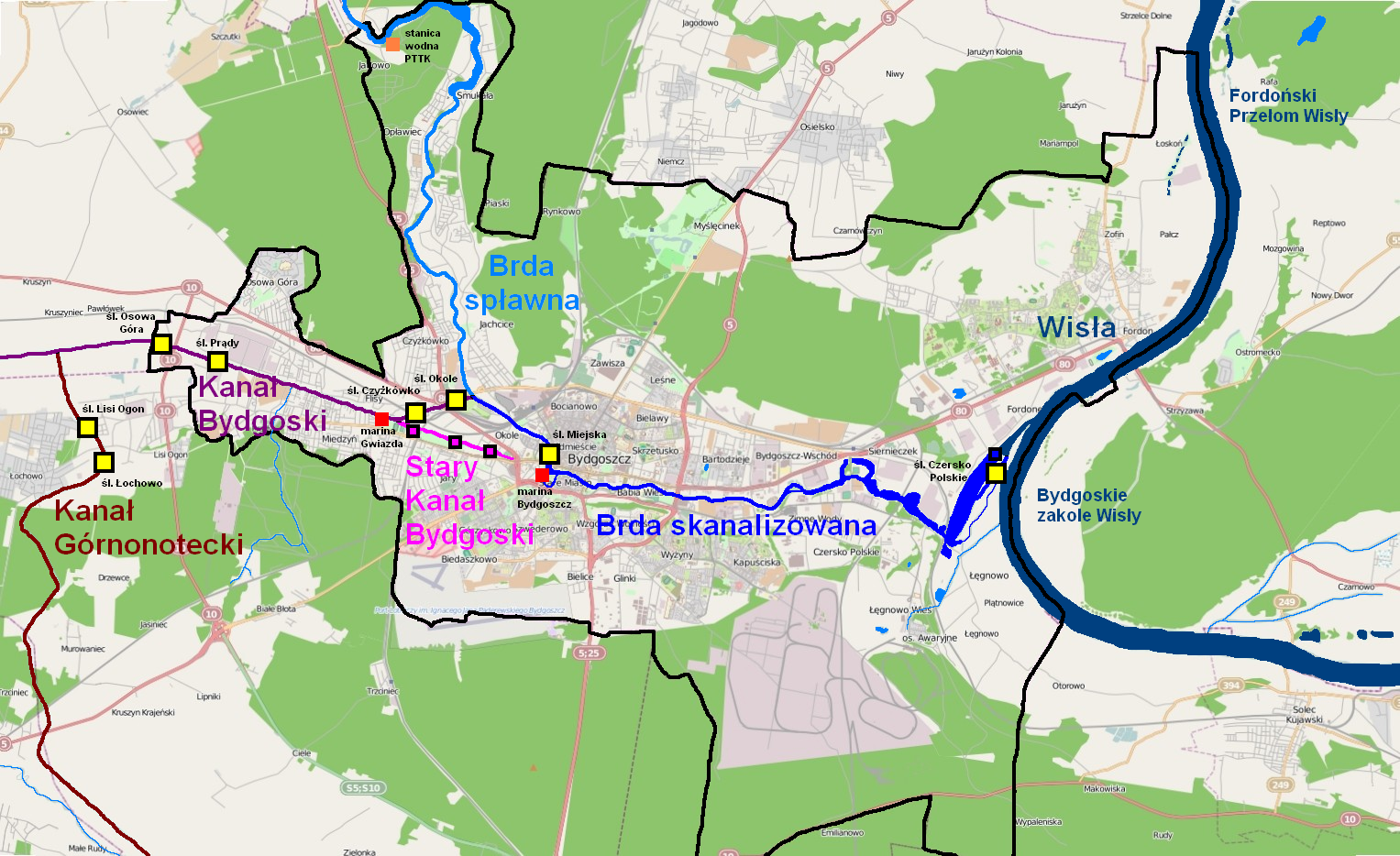
Główne cieki, śluzy i obiekty Bydgoskiego Węzła Wodnego

### Urzędy i jednostki w Bydgoszczy zajmujące się administrowaniem drogami wodnymi – przegląd historyczny
Od czasu budowy Kanału Bydgoskiego w 1774 r. Bydgoszcz stała się regionalnym centrum administracji drogami wodnymi. W ciągu ponad 200 lat istniały na terenie Bydgoszczy następujące jednostki administracji wodnej:
- Inspekcja Kanału (Kanalinspektion) 1781–1824 – zajmowała się eksploatacją Kanału Bydgoskiego oraz budową, konserwacją i utrzymaniem istniejących na nim urządzeń;
- Inspekcja Budowy Kanału (Kanalbauinspektion) 1825–1870 – kompetencje jw.;
- Inspekcja Budownictwa Wodnego (Wasserbauinspektion) 1871–1910 – zajmowała się budową, rozbudową i utrzymaniem Kanału Bydgoskiego oraz nadzorem nad rzekami: Wisłą, Brdą i Notecią w rejencji bydgoskiej, budową i eksploatacją mostów, śluz, jazów na tym obszarze, żeglugą, rejestracją i cechowaniem statków, pobieraniem opłat śluzowych, pomiarem stanu wód, zapobieganiem powodziom, ochroną środowiska w zakresie zanieczyszczenia wód, opiniowaniem budownictwa zlokalizowanego nad ciekami wodnymi;
- Urząd Budownictwa Wodnego w Bydgoszczy (Wasserbauamt) 1911–1920 – kompetencje jw.;
- Inspekcja Dróg Wodnych w Bydgoszczy 1920–1934 – zajmowała się opracowywaniem projektów i prowadzeniem prac w zakresie budownictwa wodnego, nadzorowaniem śluz, mostów i wodowskazów, kontrolowaniem spławu i żeglugi, prowadzeniem rejestru statków; zasięg działania urzędu obejmował obszar od Wisły do dolnej Noteci;
- Państwowy Zarząd Wodny w Bydgoszczy 1934–1939 – kompetencje jw.;
- Urząd Dróg Wodnych w Bydgoszczy (Wasserstrassenamt Bromberg) 1939–1945 – podlegał Namiestnikowi Rzeszy d.s. dróg wodnych w Poznaniu, kompetencje obejmowały projektowanie i wykonawstwo prac zawiązanych z budownictwem wodnym, nadzór wodno-prawny, nadzór nad rybactwem oraz żeglugą i spławem na Kanale Bydgoskim, Brdzie i Noteci;
- Państwowy Zarząd Wodny w Bydgoszczy 1948–1954 – kompetencje urzędu obejmowały: administrowanie, konserwację i rozbudowę dróg wodnych oraz zapobieganie powodziom ich skutkom;
- Rejon Dróg Wodnych w Bydgoszczy 1954–1964 – podlegał bezpośrednio Ministerstwu Żeglugi w Warszawie;
- Okręgowy Zarząd Dróg Wodnych w Bydgoszczy 1964–1973 – urząd, który przejął właściwość terytorialną zlikwidowanych rejonów dróg wodnych w Bydgoszczy, Toruniu i Czarnkowie;
- Zarząd Gospodarki Wodnej w Poznaniu. Inspektorat w Bydgoszczy 1973–2017 – utworzono okręgowe Zarządy Dróg wodnych obejmujące obszar większy niż województwa. Dotychczasowy obszar kompetencji jednostki bydgoskiej rozdzielono między zarządy w Gdańsku (dorzecze Wisły, w tym Brda) i Poznaniu (dorzecze Odry – w tym Warta, Noteć). Wykonawstwo inwestycji wodnych przejęły zjednoczenia przedsiębiorstw budownictwa wodnego.
- Regionalny Zarząd Gospodarki Wodnej w Bydgoszczy – od 2018[4], podlega PGW Wody Polskie i odpowiedzialny jest za Rejon Wodny Noteci (w tym Kanał Bydgoski).
Oprócz tego funkcjonuje Urząd Żeglugi Śródlądowej w Bydgoszczy, którego rejon działania obejmuje m.in. całą Wisłę (z delegaturami w Warszawie, Gdańsku i Giżycku)[5].

### Rozwój BWW na przestrzeni lat

Animacja przedstawiająca schematycznie rozwój Bydgoskiego Węzła Wodnego

## Współczesność

### Miejsce BWW na europejskim szlaku wodnym
Bydgoski Węzeł Wodny jest miejscem, w którym następuje połączenie wschodnioeuropejskiego i zachodnioeuropejskiego systemu dróg wodnych na skrzyżowaniu głównych polskich osi hydrograficznych:
- wschód–zachód (droga wodna Wisła-Odra),
- północ–południe (rzeka Wisła).

Jest także punktem spinającym dwa główne korytarze wodne o znaczeniu międzynarodowym:
- E40: prowadząca z Gdańska w górę Wisły do Warszawy, a dalej Bugiem do Brześcia, gdzie łączy się z drogą wodną prowadzącą przez Polesie do Dniepru. W obrębie terytorium Bydgoszczy znajduje się 14 km drogi wodnej E40, co pokrywa się z miejskim odcinkiem Wisły;
- E70: z Antwerpii do Kłajpedy – poprzez Holandię, Niemcy, Polskę, Rosję do Litwy (w granicach administracyjnych Polski: prowadząca od śluzy Hohensaaten w górę Odry, a dalej Wartą, Notecią, Kanałem Bydgoskim i Brdą do Wisły, następnie 114 km Wisłą w dół (odcinek wspólny z E40), Nogatem, Zalewem Wiślanym do Królewca). W obrębie terytorium Bydgoszczy znajduje się 28 km drogi wodnej E70, na co składają się miejskie odcinki Kanału Bydgoskiego, Brdy skanalizowanej i Wisły (poniżej ujścia Brdy).

W BWW przecinają się ponadto krajowe szlaki turystyczne – żeglugowe i kajakowe:
- Szlak Brdy – 233 km; jeden z najpiękniejszych w Polsce szlaków kajakowych, prowadzący przez otulinę Parku Narodowego Bory Tucholskie, liczne jeziora i Zalew Koronowski,
- Droga wodna Wisła-Odra – 294 km; z Bydgoszczy do Kostrzyna nad Odrą, prowadzący m.in. przez Park Narodowy Ujście Warty; szlak łączy Bydgoszcz z Odrzańską Drogą Wodną i położonymi przy niej miastami: Szczecinem, Wrocławiem oraz drogami wodnymi Europy Zachodniej,
- Wielka Pętla Wielkopolski – 688 km; szlak okrężny Wielkopolski, prowadzący częściowo drogą Wisła-Odra oraz Kanałem Górnonoteckim przez jezioro Gopło i Kanał Ślesiński do Warty[6]; łączy Bydgoszcz, Konin, Poznań, Gorzów Wlkp.,
- Pętla Toruńska – 487 km; szlak kajakowy prowadzący Wisłą, Nogatem, Kanałem Jagiellońskim, rzeką Elbląg, Kanałem Elbląskim i Drwęcą[7]; łączy miasta: Bydgoszcz, Elbląg, Ostródę i Toruń;
- Pętla Kujawska – 269 km; szlak okrężny Kujaw, prowadzący Kanałem Bydgoskim i Górnonoteckim, Notecią, Kanałem Bachorze, Zgłowiączką oraz Wisłą i Brdą; łączy Bydgoszcz, Kruszwicę, Włocławek i Toruń.
- Szlak Noteci górnej – szlak kajakowy prowadzący Notecią na odcinku powyżej Nakła; umożliwia eksplorację turystyczną licznych jezior na Kujawach i Pałukach; z Bydgoszczy można dostać się na szlak przez Kanał Górnonotecki[8]
- Droga wodna Wisły – szlak żeglugowy i kajakowy, którym można dotrzeć z Bydgoszczy do Gdańska, a z drugiej strony do Warszawy oraz Krakowa; poprzez dopływy Wisły możliwe jest uprawianie turystyki wodnej na większości terytorium Polski.

#### Warunki nawigacyjne
W skład BWW na terytorium miasta wchodzą cztery odcinki śródlądowych dróg wodnych plus kolejny tuż za granicami miasta:
| Nazwa              | Droga wodna                 | Kilometraż [km] | Urząd | Uwagi |
| Wisła              | E-40, E-70                  | 768÷781         | Regionalny Zarząd Gospodarki Wodnej w Gdańsku. Zarząd Zlewni Wisły Kujawskiej w Toruniu. Nadzór wodny Toruń, Bydgoszcz, Chełmno.                                                                | Droga wodna klasy II przystosowana do ruchu barek o ładowności 400–500 ton. Szerokość szlaku żeglownego 30–35 m, głębokość tranzytowa 1,4 m. Podczas niskich stanów wody (głębokość do 0,6 m) żegluga jest utrudniona. |
| Brda skanalizowana | Wisła-Odra, E-70            | 0÷14,4          | Regionalny Zarząd Gospodarki Wodnej w Gdańsku. Zarząd Zlewni Wisły Kujawskiej w Toruniu. Nadzór wodny Bydgoszcz.                                                                                | Droga wodna klasy II przystosowana do ruchu barek o ładowności 400–500 ton. Szerokość koryta rzeki 40–50 m, szlaku żeglownego 30–35 m, głębokość tranzytowa 1,4 m. Brzegi umocnione są opaskami betonowymi i ściankami stalowymi. Prędkość nurtu wynosi 1,6–1,8 km/h. Obowiązuje postój w miejscach wyznaczonych. Żegluga wymaga pokonania dwóch śluz o łącznym spadzie 8,6 m. Najmniejszy prześwit (pod mostem) wynosi 3,24 m. |
| Kanał Bydgoski     | Wisła-Odra, E-70            | 14,4÷38,9       | Regionalny Zarząd Gospodarki Wodnej w Gdańsku (km 14,4–14,8). Regionalny Zarząd Gospodarki Wodnej w Poznaniu (km 14,8–38,9). Zarząd Zlewni Noteci w Bydgoszczy. Nadzór wodny Nakło nad Notecią. | Droga wodna klasy II przystosowana do ruchu barek o ładowności 400–500 ton. Szerokość szlaku żeglownego 28 m, głębokość tranzytowa 1,6–2,0 m. Brzegi umocnione są płytą potulicką, ścianką palisadową drewnianą i narzutem kamiennym, zaś na odcinkach nasypowych: groblami gliniastymi z opaskami faszynowymi. Żegluga wymaga pokonania sześciu śluz. Najmniejszy prześwit (pod mostem na Prądach) wynosi 3,78 m.              |
| Brda spławna       | Bydgoszcz- Zalew Koronowski |                 | Regionalny Zarząd Gospodarki Wodnej w Gdańsku. Nadzór wodny Bydgoszcz. | Odcinek nieskanalizowany łączący Jezioro Koronowskie z Kanałem Bydgoskim. Na szlaku znajdują się trzy stopnie wodne: w Opławcu, Tryszczynie i Samociążku z pochylniami dla przerzucania tratew, nie przystosowanymi do przetaczania jachtów i kajaków. Planowana jest przebudowa pochylni w celu umożliwienia żeglugi jednostek o zanurzeniu do 0,5 m.                                                                          |
| Kanał Górnonotecki | Warta- Kanał Bydgoski       | 121,6÷146,6     | Regionalny Zarząd Gospodarki Wodnej w Poznaniu. Zarząd Zlewni Noteci w Bydgoszczy. Nadzór wodny Łabiszyn, Lisi Ogon.                                                                            | Droga wodna klasy Ia przystosowana do ruchu barek o ładowności do 150 ton. Szerokość szlaku żeglownego 15–20 m, głębokość tranzytowa 0,8–1,2 m. Żegluga wymaga pokonania sześciu śluz o łącznym spadzie 13,7 m. Najmniejszy prześwit (pod mostem w Łochowie) wynosi 3,6 m. |

Nadzór nad żeglugą śródlądową na drodze wodnej Wisła-Odra oraz Warta-Kanał Bydgoski podlega Urzędowi Żeglugi Śródlądowej w Bydgoszczy.

### Hydrografia

#### Geneza
Układ węzłowy sieci wodnej w okolicy Bydgoszczy powstał w okresie ostatniego zlodowacenia. Funkcjonował w tym czasie równoleżnikowy szlak odpływu wód roztopowych z północy i rzecznych z południa Polski na zachód w kierunku Morza Północnego. Wskutek erozji wód płynących ukształtowała się jedna z największych w kraju pradolin, zwana Toruńsko-Eberswaldzką z systemem kilkunastu teras. 12 tysięcy lat temu, gdy Pra-Wisła dokonała przełomu pod Fordonem, ustał przepływ wód na zachód, wobec czego pradolina na tym odcinku uległa zabagnieniu i zatorfieniu. W pobliżu zachodnich granic miasta utworzył się dział wód oddzielający dorzecza Odry i Wisły. W układzie geomorfologicznym miasta dwie główne rzeki regionu: Brda i Noteć, należące do różnych dorzeczy, zbliżyły się na odległość około 10 km, wykazując jednocześnie przeciwne kierunki odpływu. Noteć płynęła na północny zachód południowym, szerokim szlakiem pradolinnym. Natomiast Brda spływała z północy, wcinając się ok. 35 m w dawną dolinę sandrową, zaś po dotarciu do Pradoliny Toruńsko Eberswaldzkiej, wcięła się w jej dno na głębokość ok. 20 m, spływając na wschód ku Wiśle. Miejsce, w którym Brda zmieniła kierunek z północnego na wschodni, charakteryzowało się istnieniem wysp, odnóg rzecznych i płycizn, dogodnych do lokalizacji brodu (między Wisłą a bagnami nadnoteckimi). Przy przeprawie w XI wieku powstał gród bydgoski, przekształcony później w ośrodek administracyjny, wojskowy, gospodarczy, zaś w XIV wieku w miasto lokowane na prawie magdeburskim. Układ sieci hydrologicznej był głównym czynnikiem miastotwórczym Bydgoszczy. Miało to decydujące znaczenie dla rozwoju miasta jako ośrodka handlu oraz przeładunku płodów rolnych, produktów drzewnych oraz rzemieślniczych na statki rzeczne, ewentualnie magazynowania ich w spichrzach portowych. Natomiast położenie Bydgoszczy w pobliżu wododziału Wisły i Odry predestynowało to miejsce do budowy zwornika obu dorzeczy, które zostało zrealizowane w XVIII wieku. Kanał Bydgoski należał do najstarszych sztucznych dróg wodnych w kraju i najdłużej wykorzystywanych gospodarczo, co świadczy o znaczeniu hydrografii okolic Bydgoszczy dla żeglugi śródlądowej w Polsce.

#### Stan obecny

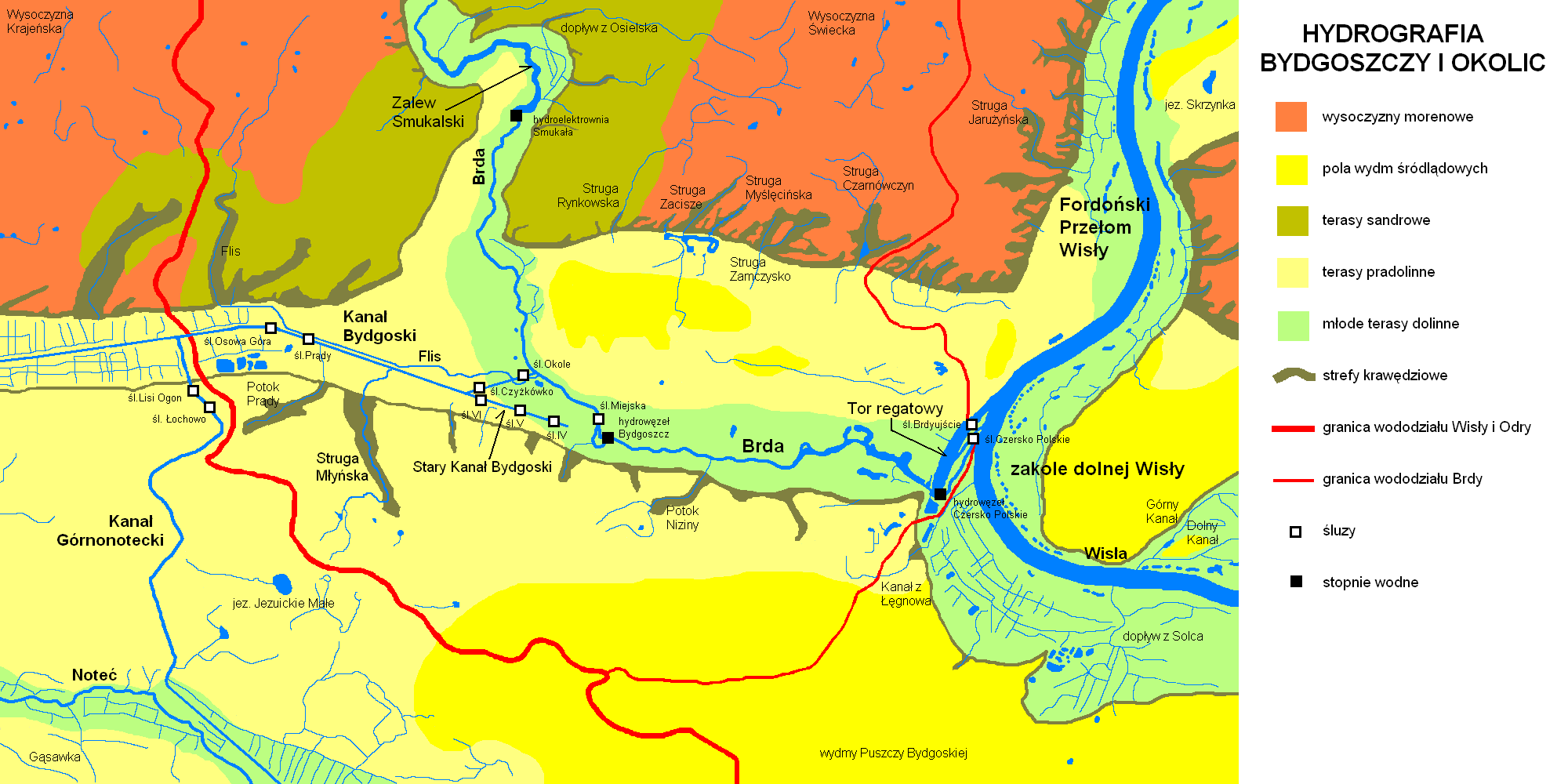
Schemat sieci hydrograficznej w Bydgoszczy i okolicy

Sieć hydrograficzna Bydgoszczy i okolic oparta jest na dorzeczu Wisły, w mniejszym stopniu Odry, wykazując związek z geomorfologią miasta. Główną rzeką jest Wisła będąca naturalną, wschodnią granicą aglomeracji, zaś Brda osią miasta, jego głównym założeniem przestrzennym. Głównym ciekiem dorzecza Odry jest Noteć, zbliżająca się 13 km do centrum Bydgoszczy. Zwornikiem obu dorzeczy jest Kanał Bydgoski.
Jednostkami związanymi z Wisłą w Bydgoszczy jest jej wielkie zakole oraz przełom fordoński. Do głównych dopływów tej rzeki oprócz Brdy, zalicza się prawobrzeżne Górny Kanał i Dolny Kanał w okolicach Czarnowa oraz cieki spływające ze zboczy Doliny Fordońskiej. Dolina Wisły w rejonie Bydgoszczy wykazuje silne przekształcenia antropogeniczne teras lewobrzeżnych oraz przewagę siedlisk naturalnych na jej prawobrzeżu. Średni przepływ wody w Wiśle na odcinku bydgoskim (przed ujściem Brdy) to 1114 m³/s, co stanowi około 90% przepływu notowanego w ujściu Wisły do morza.
Głównym ciekiem powierzchniowym w Bydgoszczy jest rzeka Brda, której średni przepływ wody (w Smukale) wynosi 27,8 m³/s. Jest on kształtowany przez pracę elektrowni wodnych w kaskadzie Koronowo-Tryszczyn-Smukała. Brda na odcinku miejskim jest zabudowana stopniami piętrzącymi, śluzami i obiektami hydroenergetycznymi. Rzeka na odcinku bydgoskim zasilana jest przez niewielkie cieki spływające z wysoczyzn oraz teras sandrowych i pradolinnych. W wielu przypadkach cieki te wsiąkają w piaski niższych teras i zasilają Brdę w postaci dopływu podziemnego. Wzdłuż Zbocza Bydgoskiego większość cieków jest skanalizowanych. Do większych zaliczają się: Struga Myślęcińska i Zacisze (18 l/s), struga Zamczysko (26 l/s), struga Czarnówczyn (29 l/s), strugi na Jachcicach (48 l/s), potok Niziny (36 l/s). Najbardziej zasobnym naturalnym dopływem dolnej Brdy jest struga Flis (przepływ 250 l/s), zaś największym – Kanał Bydgoski (486 l/s), zasilany wodą z Noteci doprowadzoną Kanałem Górnonoteckim. W miejscu styku Kanału Górnonoteckiego, woda w Kanale Bydgoskim uzyskuje dwa kierunki odpływu: w stronę Brdy (dorzecze Wisły) i w stronę Noteci (dorzecze Odry). Kanał zasilany jest również przez niewielkie cieki spływające z Wysoczyzny Krajeńskiej i Terasy Łochowskiej, m.in. Strugę Młyńską (143 l/s) i Potok Prądy (14 l/s). Większość przepływu kierowanego do Brdy (350 l/s) trafia do Starego Kanału, gdzie od śluzy IV wprowadzony jest w podziemny kolektor. Pozostała część (130 l/s) spływa Nowym (zbudowanym w 1914 r.) odcinkiem Kanału do Brdy.
Dużą rzeką w okolicy Bydgoszczy jest także Noteć podążająca na południe od miasta. Kieruje się ona na północny wschód, szlakiem pradolinnym Kotliny Toruńskiej, charakteryzującym się rozległym, podmokłym i zatorfionym dnem. Z uwagi na niewielkie spadki, rzeka ta odznacza się wolnym przepływem. Dokonywane od XVIII wieku melioracje, w celu przekształcenia nadnoteckich terenów w łąki, spowodowały mineralizację materii organicznej i zmniejszenie miąższości warstwy torfu (nawet o 1 m).
Między szlakami pradolinnymi, którymi spływają cieki (Brda, Noteć, Kanał Bydgoski), znajdują się zwydmione w holocenie, wyższe terasy pradolinne. Urozmaicona rzeźba wraz ze zdolnościami infiltracyjnymi piaszczystych wydm powoduje, że są to obszary częściowo bezodpływowe. Woda opadowa spływa do zagłębień śródwydmowych i wsiąka w podłoże, zasilając wody podziemne.
Dział wodny I rzędu między dorzeczami Odry (Noteci) i Wisły (Brdy) przebiega na południe i zachód od Bydgoszczy, począwszy od pól wydmowych Puszczy Bydgoskiej, przez Białe Błota, Lisi Ogon, Kruszyn, Mochle i dalej na północ. Natomiast dział wodny II rzędu oddzielający dorzecze Brdy od bezpośredniej zlewni Wisły przebiega z południa na północ, począwszy od Puszczy Bydgoskiej, przez Łęgnowo, Brdyujście, zachodnią część Fordonu do Czarnówka i dalej na północ przez Wysoczyznę Osielską.

### Środowisko
BWW tworzą cieki wodne łączące się w obrębie miasta Bydgoszczy i jego najbliższej okolicy:
- rzeka Brda (spławna w całości, skanalizowana na odcinku 14,5 km),
- rzeka Wisła,
- Kanał Bydgoski wraz z tzw. Starym Kanałem,
- rzeka Młynówka,
- mniejsze cieki wodne: Flis Północny i Południowy, Potok Prądy, Strugi: Rynkowska, Zacisze, Myślęcińska, Zamczysko, Czarnówczyn, Czarnówko, Jarużyńska, Potok Niziny, cieki na Jachcicach, w Smukale, Łęgnowie, na Jarach i Szwederowie oraz szereg mniejszych okresowych cieków i wysięków wodnych,
- Kanał Górnonotecki, łączący bydgoski system wodny z Notecią, poprzez Kanał Notecki z Gopłem i dalej poprzez system jezior z dorzeczem Warty.

Długość miejskiego odcinka Wisły wynosi 14 km, Brdy 28 km i Kanału Bydgoskiego 6,5 km. Stary, nieużywany do żeglugi odcinek Kanału mierzy 2,2 km oraz 1,0 km kanału i kolektora prowadzącego do Brdy. Przepływ wód w ciekach wodnych BWW następuje z zachodu na wschód, a ich odbiorcą jest rzeka Wisła.
Łączna długość linii brzegowej trzech głównych cieków BWW sięga 100 km

#### Cieki naturalne
Ważniejsze naturalne cieki na terytorium miasta Bydgoszczy:
| Nazwa                      | Lokalizacja                                                          | Długość [km] | Uwagi |
| Brda                       | Całe miasto od północnego zachodu przez centrum po wschodnie rubieże | 28           | rzeka spławna, od wlotu Kanału Bydgoskiego skanalizowana, największy lewy dopływ dolnej Wisły |
| Wisła                      | Łęgnowo, Brdyujście, Fordon,                                         | 14           | rzeka częściowo uregulowana przez ostrogi i opaski, koryto o szerokości ok. 500 m, pod miastem dokonuje wielkiego zwrotu z kierunku zachodniego na północno-wschodni ku Bałtykowi                                        |
| Struga Flis                | Osowa Góra, Flisy, Czyżkówko                                         | 8,9          | największy naturalny dopływ Brdy na terenie Bydgoszczy, spływający z Pojezierza Krajeńskiego, przepływa syfonem pod Kanałem Bydgoskim                                                                                    |
| Struga Młyńska             | Miedzyń                                                              | 5,2          | dopływ Kanału Bydgoskiego, bierze swój początek w Białych Błotach, płynie łąkami „Podprądy”, a na ujściowym odcinku przez osiedle domów jednorodzinnych                                                                  |
| Potok Prądy                | Prądy                                                                | 3,3          | ciek zasilający Kanał Bydgoski, bierze swój początek w Lisim Ogonie, podpiętrzony w staw na bydgoskich Prądach |
| Młynówka                   | Wyspa Młyńska                                                        | 1,3          | stare koryto Brdy, podpiętrzone w końcu XIV wieku przez jaz Farny dla napędu kół młyńskich, a od końca XIX wieku dla elektrowni wodnej; opływa Wyspę Młyńską                                                             |
| Strugi LPKiW               | Myślęcinek, Rynkowo                                                  | 1,5÷4,5      | cieki spływające z Wysoczyzny Osielskiej (strugi: Myślęcińska, Zacisze i Rynkowska) do jeziora Myślęcińskiego, docelowo zasilające Brdę poprzez wody podziemne                                                           |
| Strugi Zbocza Fordońskiego | Las Gdański, Fordon                                                  | 0,7÷4,0      | cieki spływające z Wysoczyzny Osielskiej dolinkami: Zamczysko, Czarnówczyn, Czarnówko, docelowo zasilające Brdę poprzez wody podziemne                                                                                   |
| Struga Niziny              | Bielice, Glinki, Wzgórze Wolności, Wyżyny, Babia Wieś                | 2,6          | ciek spływający z Górnego Tarasu Bydgoszczy doliną Niziny, w której w latach 80. XX w. zbudowano aleję Jana Pawła II; strugę poprowadzono kolektorem, na powierzchni pojawia się w parku Centralnym, gdzie wpada do Brdy |

#### Kanały
Pierwsze kanały powstały w Bydgoszczy w rejonie Starego Miasta i Wyspy Młyńskiej, co związane było z obronnością miasta (fosa miejska i zamkowa) oraz spławem drewna z Borów Tucholskich (kanał spławny). W XVII-XVIII wieku powstały liczne kanały melioracyjne budowane przez olędrów w Dolinie Wisły i Bydgoskich Łąkach Nadnoteckich. Sieć hydrograficzna w rejonie Bydgoszczy, z uwagi na bliskie sąsiedztwo (11 km) rzek związanych z dorzeczami Odry (Noteć) i Wisły (Brda) sprzyjała od dawna budowie zwornika, który umożliwiłby żeglugę z Polski do Europy Zachodniej. Plany te próbowano realizować, gdy tylko pojawiały się możliwości techniczne lub polityczne. 
W 1766 przedstawiono polski projekt kanału łączącego oba dorzecza, zakładający przekop z Ciela do Bydgoszczy na długości 10,5 km z sześcioma śluzami. Po I rozbiorze Polski, w latach 1772–1774 Kanał Bydgoski zrealizowali Prusacy według własnego projektu, w dolinie bydgosko-nakielskiej. Był on elementem drogi wodnej Wisła-Odra. Dla potrzeb zasilania Kanału w wodę wykonano przekop z Dębinka w okolice Lisiego Ogona prowadzący wody z górnej Noteci. W latach 1882–1884 wydłużono go na południe do Gopła i przebudowano w Kanał Górnonotecki. W XIX wieku powstały również kanały na Brdzie związane z regulacją Brdy (prostowanie meandrów) i budową portu drzewnego w Brdyujściu. 
W 1897 wykonano przekop Brdy, w wyniku czego powstała wyspa na Zimnych Wodach, a w latach 1912–1915 – nowy odcinek Kanału Bydgoskiego na Okolu (powstała Wyspa Kanałowa). Na Wyspie Młyńskiej kanały: zbożowy i Międzywodzie wykorzystywano dla napędu młynów. 

##### Niezrealizowane kanały
W XX wieku natomiast powstały plany budowy nowych kanałów wokół Bydgoszczy, których jednak nie zrealizowano z uwagi na malejące znaczenie transportu wodnego. W 1925 zaplanowano budowę kanału żeglugowego Gopło-Wisła, który miał uchodzić do Wisły w rejonie Łęgnowa. Z 1941 pochodzi plan budowy północnego kanału obejściowego Bydgoszczy z Osowej Góry do Wisły w Fordonie, który akweduktem przechodziłby nad Brdą. Plan ten ponownie zaproponowano w koncepcji z 1976. 
Z kolei w 1948 inż. Stanisław Tychoniewicz zaprojektował południowy kanał obejściowy z Osowej Góry do Łęgnowa. Ostatnia z koncepcji opracowana w 1979 przewidywała budowę kanału na południe od miasta od Nakła nad Notecią przez rejon Nowej Wsi Wielkiej do Wisły między Bydgoszczą a Toruniem. Względy finansowe zdecydowały, że nie wykroczono poza dyskusje nad projektami, za realne uznając utrzymanie parametrów dotychczasowej drogi wodnej.
Ważniejsze kanały BWW:
| Nazwa                | Lokalizacja                                                                  | Długość [km] | Uwagi |
| Kanał Bydgoski       | Okole, Wilczak, Jary, Flisy, Miedzyń, Prądy, Osowa Góra do Nakła nad Notecią | 24,7         | najstarszy (po Kanale Jagiellońskim) czynny do dziś śródlądowy kanał wodny na obecnym terytorium Polski, sprawny zabytek sztuki inżynierskiej z XVIII wieku; zwornik dorzeczy Odry i Wisły; na terenie Bydgoszczy liczy 6,5 km |
| Stary Kanał Bydgoski | Okole, Wilczak, Jary, Flisy                                                  | 2,2          | wyłączony z żeglugi w 1915 odcinek Kanału Bydgoskiego o długości ponad 3 km, służący do 1948 jako rezerwowa droga wodna (używany w latach 1939–1940 i 1945–1948); zaadaptowany na park (planty nad Kanałem Bydgoskim); skrócony w 1972 o 1 km; mieści trzy zabytkowe śluzy pełniące rolę stopni piętrzących                                                           |
| Nowy Kanał Bydgoski  | Okole, Czyżkówko, Flisy                                                      | 1,6          | zbudowany w 1915 odcinek Kanału Bydgoskiego w celu skrócenia żeglugi i polepszenia parametrów nawigacyjnych drogi wodnej Wisła-Odra; dla jego potrzeb wybudowano dwie największe w Bydgoszczy śluzy wodne, dysponujące napędem elektrycznym i urządzeniami do oszczędzania wody, które zastąpiły pięć mniejszych śluz                                                 |
| Kanał Górnonotecki   | Antoniewo, Dębinek, Lisi Ogon, Łochowo                                       | 25,0         | kanał wybudowany w 1774 dla zasilania Kanału Bydgoskiego wodami Noteci, w 1794 wydłużony do Dębinka; w latach 1882–1884 przebudowany i wyposażony w 6 śluz, służył żegludze z Kanału Bydgoskiego, poprzez skanalizowaną Noteć do Gopła, co umożliwiło transport bogactw naturalnych i ziemiopłodów z Kujaw i Pałuk; jego południowym przedłużeniem jest Kanał Notecki |
| Kanał ujściowy Brdy  | Brdyujście                                                                   | 1,9          | poszerzone i wyprostowane w 1879 starorzecze Brdy, opływające od wschodu wyspę w Brdyujściu; stanowi ujściowy fragment rzeki między jazem Czersko Polskie, a Wisłą; po prawej stronie kanału znajduje się malowniczy przylądek ze ścieżką spacerową, porośnięty lasem łęgowym skąd można obserwować zakole Wisły                                                      |
| Międzywodzie         | Wyspa Młyńska                                                                | 0,2          | kanał wodny w formie kaskady na Wyspie Młyńskiej, łączący Młynówkę z Brdą, użytkowany już w XV wieku, zasypany w latach 60. XX w., odbudowany w 2007 roku |

#### Wyspy
Wyspy w Bydgoszczy znajdowały się od niepamiętnych czasów na Brdzie i Wiśle. Pierwsze obrazy kartograficzne z XVII wieku przedstawiają trzy wyspy na terenie obecnej Wyspy Młyńskiej. Jedną z nich zaadaptowano w 1594 dla potrzeb mennicy bydgoskiej. W XV-XVII w. zespół staromiejski Bydgoszczy składał się zasadniczo z trzech oddzielonych ciekami wysp: Młyńskiej (podzielonej na mniejsze części), Miejskiej (mieszczącej miasto lokacyjne) i Zamkowej (na której zbudowano zamek starościński). W XVIII wieku wskutek osuszenia fos: miejskiej i zamkowej, pozostała jedynie Wyspa Młyńska. 
Z kolei przekazy pisane świadczą o istnieniu w Brdyujściu wyspy, którą w maju 1656 obsadził oddział szwedzkich rajtarów, który ustąpił z niej po walce z oddziałami Stefana Czarnieckiego. 
Najwięcej wysp znajdowało się na Wiśle, kształtował je nurt rzeki. Miały one charakter kęp, porośniętych krzewami lub zalesionych ostrowów zalewanych podczas powodzi. Wisła rozdzielała się między wyspami na szereg opływających je odnóg, z których największa przebiegała na zachód od obecnego koryta w rejonie fordońskiego Powiśla. 
W roku 1382, w dokumencie lokacyjnym Władysława Opolczyka, pięć wysp na Wiśle włączono do patrymonium miejskiego Fordonu. Sebastian Klonowic w 1595 odnotował trzy duże ostrowy wiślane w bydgoskim zakolu Wisły: Łęski, Fordański i Pełźniński. Natomiast według mapy Friedricha von Schröttera z 1803 w korycie Wisły od Otorowa do Łoskonia znajdowało się około 20 wysp. Regulacja Wisły, zapoczątkowana ok. 1880 roku spowodowała zanik kęp poprzez ich rozmycie bądź przyłączenie do lądu. Na ocalałym fragmencie wyspy scalonej z lądem, nazywanej w przeszłości Kępą Bydlęcą zlokalizowana jest oczyszczalnia ścieków „Fordon”. 
W przeciwieństwie do Wisły regulacja miejskiego odcinka Brdy przeprowadzona w latach 1877–1879 spowodowała przyrost liczby wysp na rzece. Naprzeciw jazu Farnego pojawiła się wyspa św. Barbary, zaś u ujścia rzeki wyspa w Brdyujściu, powstała wskutek usypania wału oddzielającego Brdę od Wisły. Kolejne wyspy powstały wskutek prostowania meandrów rzeki. Taką genezę mają: wyspa na Kapuściskach i wyspa na Zimnych Wodach (1897). W 1915 po oddaniu do użytku nowego odcinka Kanału Bydgoskiego, całe bydgoskie przedmieście Okole zostało otoczone ciekami wodnymi: Brdą, Starym i Nowym Kanałem. Powstała w te sposób wyspa Kanałowa istniała do 1970 r., kiedy zasypano fragment Starego Kanału. W latach 1977–1981 podczas budowy stawu w Leśnym Parku Kultury i Wypoczynku pozostawiono na nim dwie wyspy. Na jednej z nich o powierzchni 1 ha, znajdują się duże kolonie lęgowe ptactwa wodnego.
Wyspy w obrębie Bydgoskiego Węzła Wodnego:
| Nazwa                   | Lokalizacja             | Pow. [ha] | Uwagi |
| Wyspa Młyńska           | Stare Miasto            | 5,5       | historyczna Wyspa Królewska, poddana rewitalizacji w latach 2006–2012, ma charakter miejskiej atrakcji turystycznej, oazy rekreacji i kultury; mieszczą się tu liczne placówki Muzeum Okręgowego, bulwary, łąka rekreacyjna, jazy i kaskady wodne, zabytkowe młyny i spichrze |
| Wyspa Mennicza          | Stare Miasto            | 1,0       | od 2007 oddzielona Międzywodziem, okresowo część Wyspy Młyńskiej, historyczna wyspa, na której użytkowano mennicę bydgoską w latach 1594–1765 |
| Wyspa św. Barbary       | Stare Miasto            | 0,06      | zadrzewiona wyspa na Brdzie naprzeciw katedry bydgoskiej; nazwa nawiązuje do św. Barbary – patronki szyprów bydgoskich, którzy ufundowali ołtarz, przeniesiony w XIX w. do kościoła farnego                                                                                   |
| Wyspa na Kapuściskach   | Kapuściska              | 1,4       | bezludna wyspa na Brdzie, niedostępna od strony lądu, związana z legendą Wyspy Wisielca, zaadaptowana w 2012 roku na cele rekreacyjne |
| Wyspa na Zimnych Wodach | Siernieczek, Zimne Wody | 11,3      | powstała w 1897 po przekopaniu z inicjatywy Bydgoskiego Towarzystwa Holowniczego kanału (obecnie głównego koryta rzeki) skracającego duży meander Brdy; mieści las łęgowy, łąkę oraz pole do nauki golfa                                                                      |
| Wyspy w Brdyujściu      | Brdyujście              | 47,5      | wyspa powstała w 1879 między torem regatowym, a ujściem Brdy, w 1999 podzielona na dwie części kanałem wiodącym do śluzy Czersko Polskie |
| Wyspa Kanałowa          | Okole                   | 190       | dawne przedmieście Bydgoszczy otoczone Brdą od północnego wschodu i Kanałem Bydgoskim od południa i północnego zachodu; w 1972 zasypano część Starego Kanału, przez co wyspa zyskała stałe połączenie z lądem na odcinku ok. 800 m                                            |
| Ptasia Wyspa            | Myślecinek              | 1,0       | wyspa na Jeziorze Myślęcińskim w Leśnym Parku Kultury i Wypoczynku; od 1998 mieści się tu największa w województwie kolonia lęgowa mewy śmieszki oraz ostoja rzadkiej rybitwy rzecznej                                                                                        |

#### Zbiorniki wodne
Okolice Bydgoszczy charakteryzują się małą jeziornością mimo młodoglacjalnej rzeźby terenu, gdyż potencjalne misy jeziorne zostały zniszczone podczas odpływu wód roztopowych lodowca. Jeziora i oczka polodowcowe występują na północ od miasta na wysoczyźnie Pojezierza Południowopomorskiego np. jezioro Borówno, czy Dobrcz oraz na południe od miasta w Puszczy Bydgoskiej np. jezioro Jezuickie, czy jezioro Jezuickie Małe. Na niskich terasach doliny Wisły występują zbiorniki wodne będące pozostałością dawnych starorzeczy. 
Większość zbiorników wodnych w Bydgoszczy i okolicy jest pochodzenia antropogenicznego. Na obszarze wyznaczonym przez obecne granice miasta, w XVIII wieku znajdowało się kilkanaście akwenów, w połowie XIX wieku ok. 150, a w latach 70. XX w. – ok. 250. Są to zbiorniki naturalne, spiętrzone, poregulacyjne (związane z regulacją Wisły 1875–1920) oraz dawne wyrobiska iłów. Do stawów naturalnych zajmujących polodowcowe zagłębienia wytopiskowe należą m.in. akweny na Osowej Górze, Czersku Polskim i Fordonie. Z kolei największe stawy poeksploatacyjne (glinianki) występują w Fordonie (ul. Nad Wisłą, ul. Rejewskiego), Bartodziejach (Balaton), Okolu (ul. Nadrzeczna) i Łęgnowie (ul. Plątnowska). Przy największym z akwenów pozostałych po regulacji Wisły zlokalizowano oczyszczalnię ścieków Fordon. 
Największym zbiornikiem na terenie miasta jest Zalew Smukalski (maks. 120 ha, pojemność 2,2 mln m³), powstały wskutek podpiętrzenia wód Brdy zaporą o wysokości 8 m Od lat 80. XX w. władze miasta realizują program tworzenia miejskich parków w sąsiedztwie stawów. Do najbardziej udanych realizacji należy Jezioro Myślęcińskie wraz ze stawami kaskadowymi w Leśnym Parku Kultury i Wypoczynku, Balaton na Bartodziejach, Dolina Pięciu Stawów na Szwederowie, park im. Kazimierza Wielkiego w Śródmieściu, oraz park na Osowej Górze.
Ważniejsze zbiorniki wodne na terytorium miasta Bydgoszczy:
| Nazwa                | Lokalizacja               | Powierzchnia [ha] | Uwagi |
| Zalew Smukalski      | Smukała, Opławiec, Janowo | 96                | zbiornik wodny na Brdzie, powstały w 1951 r. wskutek budowy zapory wodnej o wysokości 8 m, przy której wzniesiono największą w Bydgoszczy elektrownię wodną                                                                            |
| Tor regatowy         | Brdyujście                | 60                | zbiornik wodny na Brdzie oddzielony wyspą od kanału Brdy wpadającego do Wisły, w latach 1879–1920 wewnętrzny port drzewny, w latach 20. XX w. zaadaptowany na najstarszy w Polsce tor do rozgrywania regat wioślarskich i kajakarskich |
| Jezioro Fordońskie   | Fordon                    | 11,5              | zbiornik poeksploatacyjny po cegielni, funkcjonującej w latach 1889–2005, zaadaptowany w 2000 r. dla potrzeb parku Milenijnego |
| Jezioro Myślęcińskie | Myślęcinek                | 10,2              | sztuczny zbiornik wodny wykonany w latach 1977–1981, zasilany przez spływające z Wysoczyzny Osielskiej strugi: Myślęcińską, Zacisze i Rynkowską, rozczłonkowany na długości 1,5 km, z dwiema wyspami                                   |
| Balaton              | Bartodzieje               | 5,2               | zbiornik poeksploatacyjny po cegielni, funkcjonującej od 1886 r., zaadaptowany od lat 70. XX w. na akwen rekreacyjny i park z ośrodkiem żeglarskim                                                                                     |

### Urządzenia hydrotechniczne
Pierwsze budowle hydrotechniczne w Bydgoszczy powstały na przełomie XIV i XV wieku. Zbudowano m.in. jaz Farny na Młynówce (niegdyś głównym nurcie Brdy), który posiadał koło wodne napędzające młyny zbożowe. W celu umożliwienia spławu drewna wykonano kanał w miejscu obecnego głównego koryta Brdy wraz z drewnianą śluzą przy klasztorze Karmelitów, gdzie uiszczano opłaty tzw. śluzowe. Kolejne budowle piętrzące powstawały na Wyspie Młyńskiej, związane z młynami, tartakiem i foluszami oraz z mennicą bydgoską. W 1774 wykonano 9 śluz na Kanale Bydgoskim, które przebudowano w latach 1792–1806 i 1840–1852, zaś w latach 1882–1884 śluzie Miejskiej nadano kształt trapezowy. W 1879 oddano do użytku port drzewny w Brdyujściu z dwiema śluzami (Brdyujście, Kapuściska) i jazami iglicowymi. 
W 1906 układ hydrotechniczny w Brdyujściu przebudowano, wznosząc pierwszy w Polsce jaz walcowy Czersko Polskie, co z kolei umożliwiło likwidację śluzy Kapuściska. Z kolei w 1915 oddano do użytku nowy odcinek Kanału Bydgoskiego (1,6 km), dla którego wzniesiono największe w Bydgoszczy śluzy ze zbiornikami oszczędnościowymi: Okole i Czyżkówko oraz przebudowano śluzę Miejską. Na początku XX wieku powstał również stopień wodny na Brdzie w Smukale dla potrzeb elektrowni wodnej i karbidowni. 
W dwudziestoleciu międzywojennym zmodernizowano hydrowęzeł w rejonie Wyspy Młyńskiej, wznosząc m.in. jaz Ulgowy i zakładając małą elektrownię wodną. Wskutek załamania handlu drewnem z Niemcami, port drzewny zaadaptowano na najstarszy w Polsce tor regatowy. W 1951 odbudowano po zniszczeniach wojennych zaporę wodną w Smukale z elektrownią wodną o mocy 3 MW. W efekcie powstał Zalew Smukalski o powierzchni ok. 100 ha. 
W latach 1970–1972 zasypano 500-metrowy odcinek Kanału Bydgoskiego ze śluzami II i III, budując na jego miejscu ulicę Focha i rondo Grunwaldzkie. W latach 80. XX w. prywatna elektrownia wodna powstała przy jazie Czersko Polskie na torze regatowym. W latach 1984–1993 odrestaurowano nieczynne śluzy: IV, V i VI na terenie plant nad Kanałem Bydgoskim (pełnią jedynie funkcje piętrzące). Z kolei w 1996 oddano do użytku tor kajakarstwa górskiego przy jazie Farnym, w 1999 wzniesiono nową śluzę Czersko Polskie, wyłączając z eksploatacji śluzę Brdyujście, a w latach 2006–2007 w ramach rewitalizacji Wyspy Młyńskiej odtworzono kanał Międzywodzie w formie wodnej kaskady.

Śluzy w obrębie Bydgoskiego Węzła Wodnego:
| Nazwa                   | Lokalizacja      | Ciek                 | Droga wodna Wisła-Odra [km] | Wysokość podnoszenia [m] | Lata budowy | Obecna forma | Wył. z użytku | Istn. |
| Śluza Brdyujście        | Brdyujście       | Wisła / Brda         | 1,0                         | 2,30                     | 1879        | 1879         | 1999          | T     |
| Śluza Czersko Polskie   | Brdyujście       | Wisła / Brda         | 1,4                         | 4,90                     | 1999        | 1999         |               | T     |
| Śluza Kapuściska        | Bydgoszcz Wschód | Brda                 | 6,0                         | 1,87                     | 1879        |              | 1905          | N     |
| Śluza Miejska           | Śródmieście      | Brda                 | 12,4                        | 3,13                     | 1774        | 1912         |               | T     |
| Śluza II Św. Trójcy     | Okole            | Stary Kanał Bydgoski | 12,5                        | 3,02                     | 1774        |              | 1971          | N     |
| Śluza III Grunwaldzka   | Okole            | Stary Kanał Bydgoski | 13,0                        | 3,17                     | 1774        |              | 1971          | N     |
| Śluza IV Wrocławska     | Okole            | Stary Kanał Bydgoski | 13,6                        | 2,50                     | 1774        | 1810         | 1970          | T     |
| Śluza V Czarna Droga    | Okole            | Stary Kanał Bydgoski | 14,6                        | 1,50                     | 1774        | 1807         | 1970          | T     |
| Śluza Okole             | Okole            | Nowy Kanał Bydgoski  | 14,8                        | 7,58                     | 1915        | 1915         |               | T     |
| Śluza VI Bronikowskiego | Flisy            | Stary Kanał Bydgoski | 15,4                        | 1,90                     | 1774        | 1810         | 1970          | T     |
| Śluza Czyżkówko         | Czyżkówko        | Nowy Kanał Bydgoski  | 16,0                        | 7,52                     | 1915        | 1915         |               | T     |
| Śluza Prądy             | Prądy            | Kanał Bydgoski       | 20,0                        | 3,82                     | 1774        | 1914         |               | T     |
| Śluza Osowa Góra        | Osowa Góra       | Kanał Bydgoski       | 21,0                        | 3,55                     | 1774        | 1914         |               | T     |

Jazy w obrębie Bydgoskiego Węzła Wodnego:
| Nazwa               | Lokalizacja   | Lata budowy | Uwagi                                                       |
| Jaz w Smukale       | Smukała       | 1951        | element składowy stopnia wodnego Smukała                    |
| Jaz Farny           | Stare Miasto  | 1899        | wybudowany w końcu XIV wieku dla potrzeb młynów królewskich |
| Jaz Ulgowy          | Wyspa Młyńska | 1920        | wspomaga jaz Farny przy przepuszczaniu wód Młynówki         |
| Jaz Czersko Polskie | Brdyujście    | 1907        | najstarszy w Polsce jaz typu walcowego                      |

Elektrownie wodne w Bydgoszczy:
| Nazwa                  | Lokalizacja   | Moc [kW] | Uwagi                                                                           |
| Elektrownia „Smukała”  | Smukała       | 3000     | element składowy stopnia wodnego Smukała                                        |
| Elektrownia „Kujawska” | Wyspa Młyńska | 600      | element składowy Hydrowęzła Bydgoszcz; położona koło jazu Farnego               |
| Elektrownia „Mewat”    | Brdyujście    | 945      | element składowy Hydrowęzła Czersko Polskie, położona koło jazu Czersko Polskie |

### Mariny
| Nazwa              | Lokalizacja              | Rok budowy | Uwagi |
| Marina Gwiazda     | Kanał Bydgoski – Miedzyń | 2009       | Przystań z 15 stanowiskami dla jednostek pływających, z dostępem do wody i elektryczności, parkingiem oraz zapleczem sanitarnym. |
| Przystań Bydgoszcz | Brda – Wyspa Młyńska     | 2012       | Kompleks mieszczący hotel z 22 miejscami, salę gastronomiczną, część biurowo-administracyjną oraz część sportową z salą treningową, magazynem dla 16 łodzi wiosłowych, 5 motorowych oraz 80 kajaków, warsztatem naprawczym, szatniami, sauną, gabinetem masażu oraz salą dydaktyczną. Nabrzeże Brdy od mostów Solidarności do jazu ulgowego mieści pomost spacerowy oraz cumowniczy dla 12 jachtów. |

### Jakość wód BWW

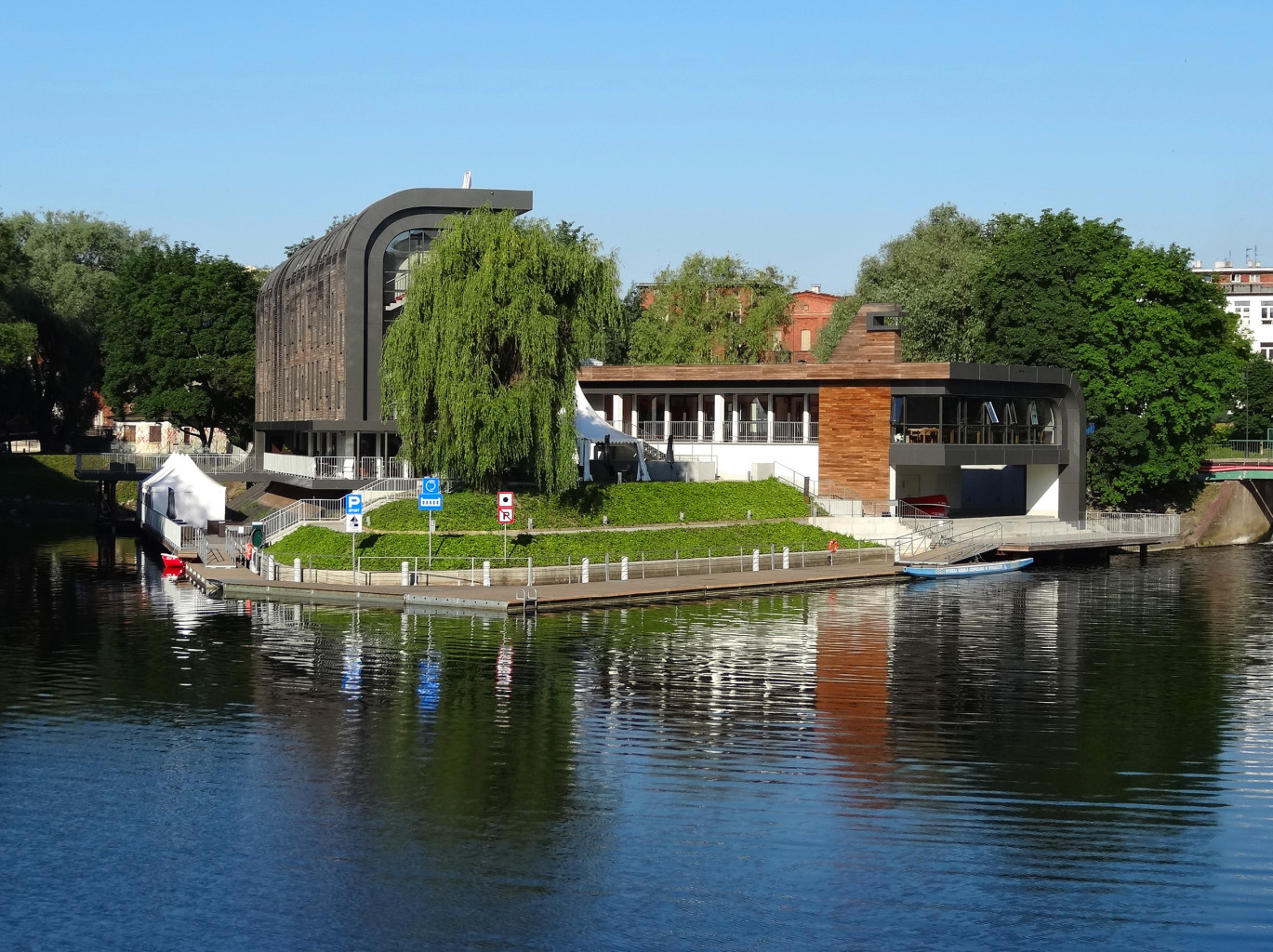
Przystań Bydgoszcz

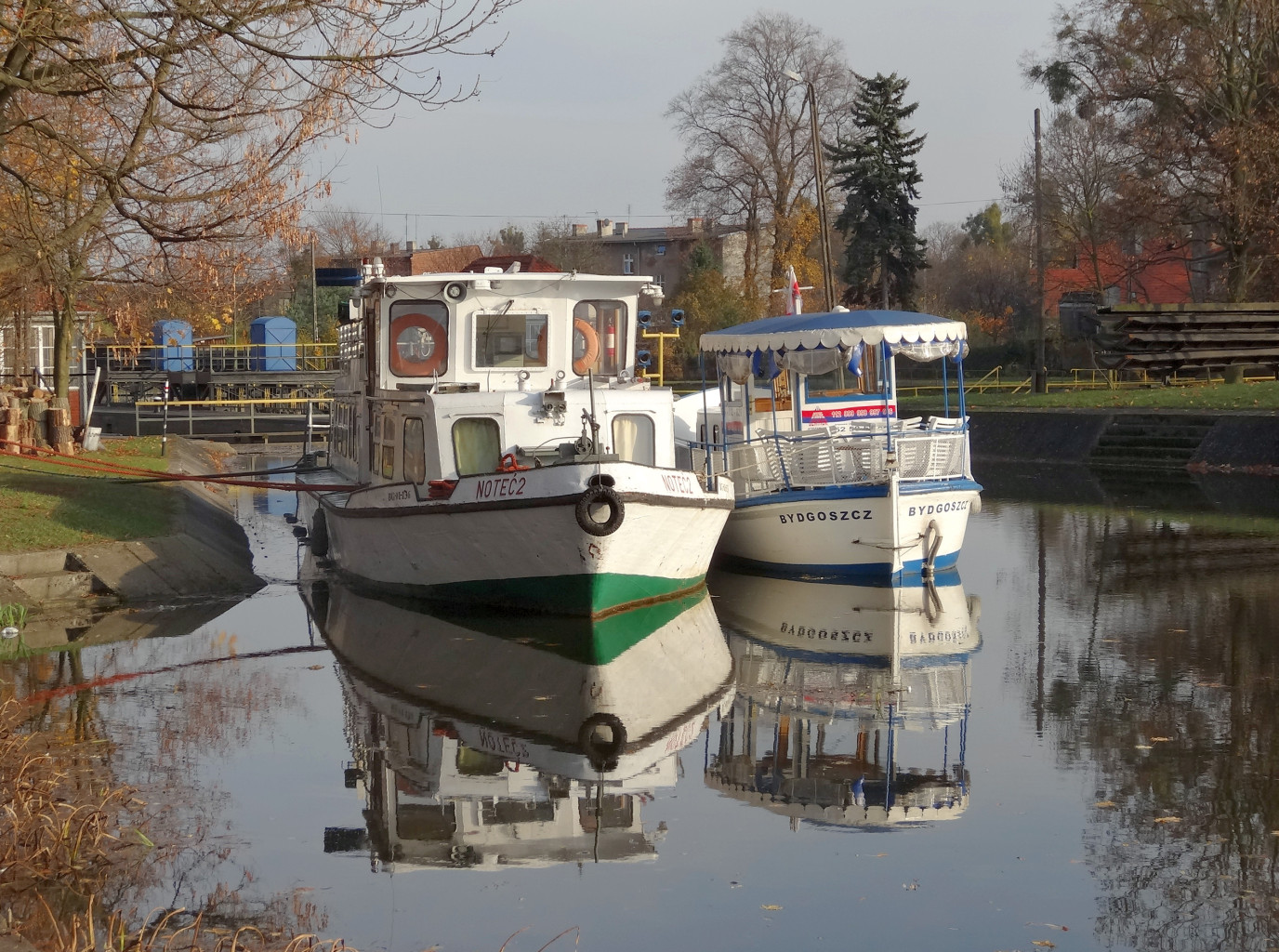
Jednostki na Kanale Bydgoskim w pobliżu mariny Gwiazda

Jakość wód w obrębie BWW jest zróżnicowana. Największą długość w obrębie węzła wodnego ma rzeka Brda, która jest jedną z najczystszych rzek województwa kujawsko-pomorskiego. Na większości miejskiego odcinka (18 km) rzeka posiada II klasę czystości, natomiast III klasę posiada 9-km odcinek ujściowy. Wody rzeki Wisły charakteryzują się IV – V klasą czystości. Najgorszą jakość (V klasa) prezentują wody Kanału Bydgoskiego z uwagi na zasilanie tego cieku z zanieczyszczonej Noteci.
Jakość wód Brdy (na odcinku skanalizowanym) i Kanału Bydgoskiego pogarszała się systematycznie w okresie powojennym, w latach 80. i 90. cieki te prowadziły wody pozaklasowe. Dopiero wybudowanie dwóch oczyszczalni ścieków (2001), kompletne skanalizowanie miasta (2004–2008) i bagrowanie osadów dennych (2010), przyczyniło się do wyraźnej poprawy jakości wód Brdy.

### Stany wód
Wezbrania na Wiśle, Brdzie i Noteci pojawiają się zwykle w okresie zimowym i wiosennym (od lutego do kwietnia), natomiast najniższe stany wód notuje się zwykle od sierpnia do września, a także na początku zimy. Czas trwania stanów niskich jest średnio trzykrotnie dłuższy od czasu panowania wezbrań. Dynamika zjawisk hydrologicznych Wisły znacznie przekracza odpowiadające im zjawiska na Brdzie, co związane jest z uzależnieniem Wisły od zjawisk meteorologicznych w jej górnym i środkowym biegu, podczas gdy Brda zawdzięcza względną stałość przepływu zasilaniu podziemnemu, które sięga 75%. W przekroju historycznym maksymalny przepływ Brdy był 8 razy większy od przepływu średniego, podczas gdy Wisły aż 21 razy. Najmniejsze wahania wód notuje się na kanałach: Bydgoskim i Górnonoteckim. Poziom wód w kanałach, jak i w Brdzie wzrasta latem wskutek rozwoju roślinności wodnej.

### System przeciwpowodziowy
Główne zagrożenia powodziowe w Bydgoszczy stwarza rzeka Wisła. W przeszłości tereny nadwiślańskie, położone na terasie zalewowej (Plątnowo, Łęgnowo, Brdyujście, Pałcz, Łoskoń) były podtapiane przynajmniej raz w roku. Na początku XX w. wzniesiono wały przeciwpowodziowe w Łęgnowie, natomiast w latach 1985–1996 w Fordonie, które znacznie ograniczyły wylewy rzeki.
Zagrożenie powodziowe ze strony rzeki Brdy jest znacznie ograniczone z powodu dużych możliwości retencyjnych jezior w górnym biegu rzeki oraz zbiorników elektrowni wodnych. Koryto Brdy przystosowane jest do bezpiecznego przepuszczenia przepływów w wielkości trzykrotnie przekraczającej stan średni. Natomiast zjawiskiem, które wpływa na podtapianie terenów nabrzeżnych Brdy, jest cofka w przypadku przyboru wody na Wiśle. Zasięg cofki w Bydgoszczy może sięgać do 18 km od Brdyujścia i należy do największych wśród miast nadwiślańskich. W przeszłości wskutek zatorów lodowych na Wiśle lub intensywnych opadów w dorzeczu tej rzeki, miały miejsce zalania terenów w centrum miasta, np. ulic: Stary Port, Grodzkiej, Rybiego Rynku, Wyspy Młyńskiej. Podczas powodzi w maju 2010 r. cofka Brdy sięgnęła 12 km w głąb miasta, podtapiając nadrzeczne bulwary.
Pozostałe cieki w Bydgoszczy nie stwarzają zagrożeń powodziowych. Dotyczy to m.in. Kanału Bydgoskiego, z uwagi na podpiętrzenie jego wód.

#### Wały przeciwpowodziowe
W Bydgoszczy wały przeciwpowodziowe znajdują się na lewym brzegu Wisły, osłaniając tereny zalewowe (880 ha). Przedzielone Brdą i odcinkiem wysoczyzny są dwa odcinki wałów:
- Odcinek południowy chroniący Dolinę Łęgnowską; biegnie od Solca Kujawskiego do Brdyujścia. Został zbudowany w latach 20. XX wieku, w granicach miasta ma długość 2,4 km. Łączy się z wałem z oczyszczalni ścieków „Kapuściska” o długości 2,24 km. Korona wału mieści się w granicach 37,8–36,5 m n.p.m., tj. ok. 10 m ponad średni poziom Wisły.
- Odcinek północny chroniący terasę zalewową w Fordonie. Został zbudowany w latach 1977–1996. Biegnie od ul. Rybaki w Starym Fordonie, aż do Łoskonia, gdzie zakręca do ul. Wyzwolenia. Posiada długość 5,56 km, a jego korona jest wyniesiona na 35,4–35,9 m n.p.m.

### Mosty
W obrębie Bydgoskiego Węzła Wodnego w 2009 r. znajdowało się około 45 mostów i kładek dla pieszych (w tym 26 mostów drogowych).

### Obiekty sportowe
Zobacz też: Wioślarstwo w Bydgoszczy oraz Historia sportu w Bydgoszczy
Rzeka Brda na odcinku uregulowanym od końca XIX wieku jest wykorzystywana jako miejsce treningów i rozgrywania zawodów kajakarskich i wioślarskich. Wzdłuż rzeki od końca XIX wieku powstało kilkanaście przystani wykorzystywanych przez miejscowe kluby sportowe. W 2009 na obszarze Bydgoskiego Węzła Wodnego znajdowały się następujące obiekty sportowe:
- Tor kajakarstwa górskiego – jedyny tego typu obiekt w Europie położony w centrum miasta,
- Tor regatowy – drugi w hierarchii w kraju po „Malcie” w Poznaniu,
- Przystanie wioślarskie – sześć przystani położonych nad Brdą, najstarsza została zbudowana w latach 90. XIX wieku,
- Przystanie wioślarskie – siedem przystani położonych na środkowym i dolnym odcinku Brdy,
- Przystanie żeglarskie – pięć przystani położonych na torze regatowym, Brdzie, Kanale Bydgoskim (Gwiazda) i Balatonie.

## Znaczenie Bydgoskiego Węzła Wodnego

### Gospodarcze

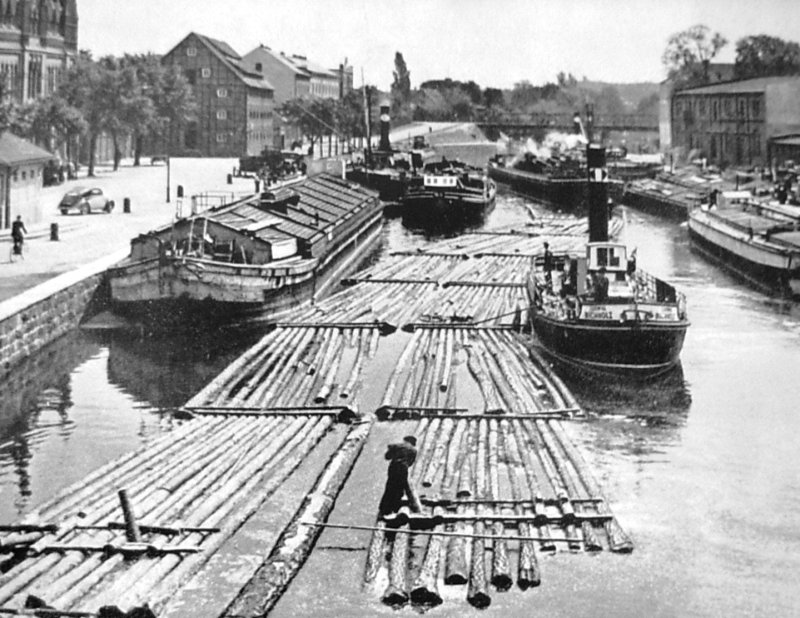
Barki i tratwy w centrum Bydgoszczy na początku XX wieku

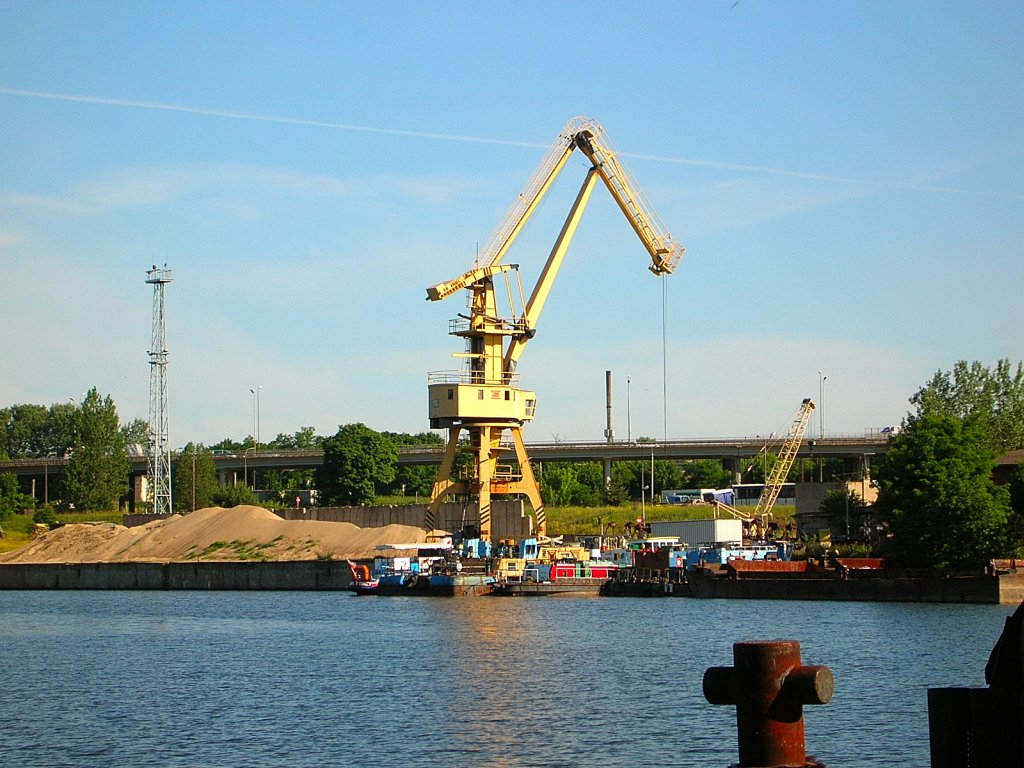
Port rzeczny

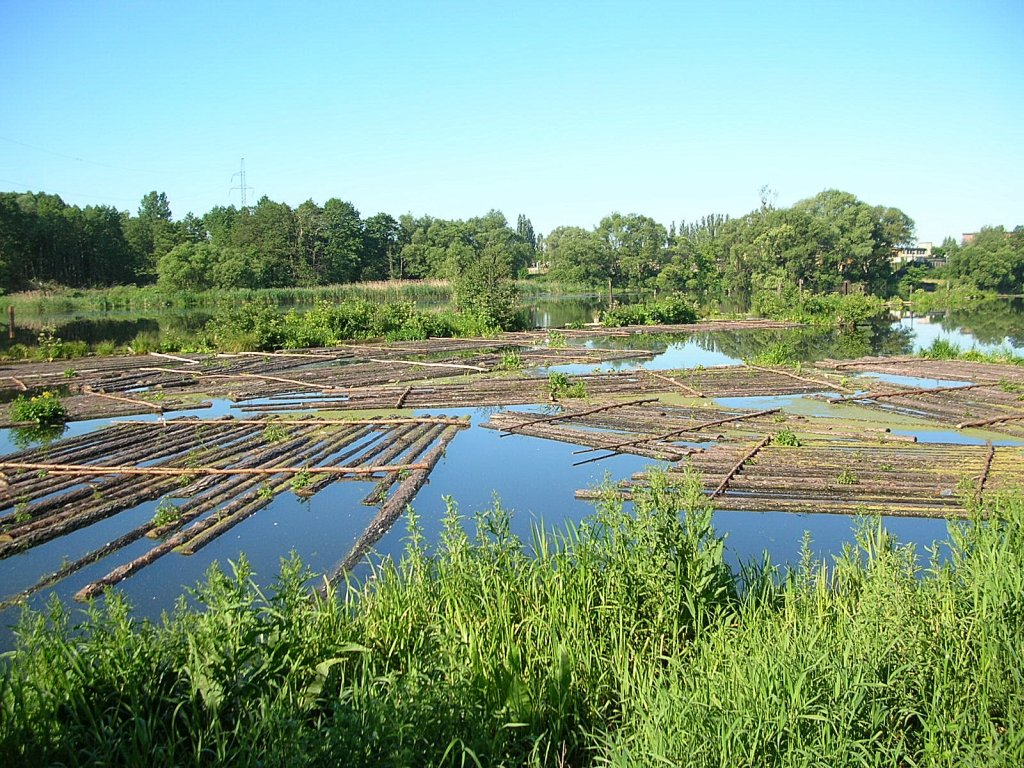
Port drzewny

Najstarszymi przedsięwzięciami gospodarczymi związanymi z bydgoskimi rzekami i kanałami są młyny wodne. Pierwsze z nich odnotowano w XIV wieku na terenie obecnej Wyspy Młyńskiej. Przed 1400 powstał jaz i młyn usytuowany naprzeciwko kościoła farnego. W miejscu połączenia Międzywodzia z Młynówką zbudowano natomiast młyny królewskie. W 1541 były tu również napędzane pięcioma kołami młyny starościńskie. Poza zbożowymi powstawały młyny słodowe, sukiennicze, folusze szewskie, a w XVII wieku – werk mennicy bydgoskiej. Gospodarce miasta służyło magazynowanie w spichrzach bydgoskich zboża przywożonego z Kujaw, Krajny, Pałuk i Wielkopolski. W dogodnej porze spławiano je do Gdańska, skąd przywożono towary zamorskie. W XV-XVII wieku miasto w dużej mierze egzystowało dzięki handlowi spławnemu drogą wodną Wisły, a po budowie Kanału Bydgoskiego, większego znaczenia nabrał kierunek równoleżnikowy, łączący Królestwo Polskie z Niemcami.
W XIX wieku koniunktura gospodarcza związana ze śródlądowym transportem wodnym dotknęła m.in. przemysłu drzewnego i spożywczego, w tym młynarskiego. W I połowie wieku na Wyspy Młyńskiej powstały kolejne młyny zwane imionami np. Rudolf, Wilhelm, Herkules, a w 1849 młyny Rothera. Do większych przedsiębiorstw tego typu w innych rejonach miasta należały m.in.: młyny Conrada Petersona na Okolu, wykorzystujące napęd wodny cieku Flis oraz młyny Kentzera nad Brdą na Skrzetusku. Z napędu wodnego młynów zrezygnowano na przełomie XIX i XX wieku, przechodząc na napęd elektryczny.
Największe znaczenie gospodarcze BWW zanotowano w latach 1903–1907, kiedy przeprawiano tędy średnio rocznie 3,5 tys. łodzi i parowców oraz spławiano 43 tys. tratw. Wagowo przewożono rocznie 693 tys. ton towarów, w tym 441 tys. ton drewna, co stanowiło 1/3 rocznego dowozu drewna do Niemiec. Od lat 80. XX w. znaczenie gospodarcze BWW jest niewielkie, z powodu upadku żeglugi towarowej na Kanale Bydgoskim, całej drodze wodnej Wisła-Odra oraz na Wiśle.
Kanał Bydgoski ze względu na przestarzałe urządzenia jest zakwalifikowany jako droga wodna II klasy. Z tego powodu spełnia on głównie rolę regionalnej arterii dla Bydgoszczy i Kujaw Zachodnich. II klasę żeglugową posiada również droga wodna Wisły od Bydgoszczy do Zalewu Wiślanego. Natomiast droga wodna Warta – Kanał Bydgoski, której elementem jest Kanał Górnonotecki, posiada I klasę żeglugową, co umożliwia transport jednostek do 150 ton.
W 2006 najwięcej śluzowań w Bydgoskim Węźle Wodnym zanotowano na śluzach: Miejskiej (1450) i Czersko Polskie (1100), podczas gdy śluzy na Kanale Bydgoskim były wykorzystywane poniżej 200 razy w roku. Znaczenie gospodarcze na początku XXI wieku zachował jedynie dolny odcinek Brdy, między portem rzecznym a Wisłą, gdzie odbywa się transport kruszywa. Ruch towarowy w 2006 był przyczyną ok. 70–90% śluzowań w Czersku Polskim i 25–40% na pozostałych śluzach bydgoskich.

### Energetyczne
Na Brdzie w Bydgoszczy w końcu XIX wieku zbudowano trzy stopnie piętrzące, które rozbudowano w wieku XX. W 2009 działały na obszarze miasta Bydgoszczy trzy elektrownie wodne na Brdzie, które wytwarzały łącznie 4,5 MW energii elektrycznej. Największa elektrownia znajduje się w dzielnicy Smukała i wytwarza 3 MW mocy. Na początku XXI w. nastąpiła zmiana sposobu pracy hydroelektrowni z systemu szczytowo-interwencyjnego na system przelewowy, co ograniczyło dobowe wahania przepływów i związanego z tym stanu wody na Brdzie.

### Rekreacyjne
Cieki Bydgoskiego Węzła Wodnego stanowią założenie przestrzenne, wzdłuż którego prowadzą trasy spacerowe i rowerowe oraz rozlokowane są najważniejsze miejskie tereny parkowe. Najważniejsze znaczenie w zachodniej części miasta mają Planty nad Kanałem Bydgoskim, w środkowej – Planty nad Brdą, obszar śródmiejski z Wyspą Młyńską, „dzielnica wioślarzy” oraz park centralny, a we wschodniej – tereny rekreacyjne nad Wisłą. Z uwagi na odmienność każdego z cieków, nadrzeczne parki bydgoskie wykazują dużą różnorodność krajobrazową, środowiskową i przyrodniczą.
W pracy 1 trzy główne obszary nadrzeczne uznane są za tereny parkowo-rekreacyjne o znaczeniu ogólnomiejskim:
- Nadrzeczny obszar śródmiejski – śródmiejski odcinek Brdy między mostem kolejowym a mostem Kazimierza Wielkiego; jest to reprezentacyjna część nadwodna miasta odznaczająca się oryginalnym waterfrontem, brzegiem wiodą bulwary z przystankami Tramwaju Wodnego, wzdłuż rzeki zlokalizowane jest dziedzictwo kulturowe miasta, jest to również miejsce koncentracji obiektów sportowych oraz przystani kajakarsko-wioślarskich.
- Obszar nadrzeczny w Fordonie – otoczenie toru regatowego w Brdyujściu, nabrzeże Wisły i grodzisko Wyszogród w Fordonie; obszar umożliwia stworzenie strefy rekreacji nawodnej na torze regatowym, bulwaru nadwiślańskiego oraz wyeksponowania średniowiecznej warowni Wyszogród jako lokalnej atrakcji historyczno-krajobrazowej (panorama Wisły).
- Planty nad Kanałem Bydgoskim – park kulturowy, rekreacyjny i rozrywkowy w otoczeniu zabytkowych urządzeń hydrotechnicznych, starodrzewu i cennych siedlisk przyrodniczych.

### Turystyczne
Tradycje wypoczynku nad wodą przeplatały się w Bydgoszczy równocześnie z gospodarczym wykorzystaniem rzek i kanałów. Do 1939 istniały w Bydgoszczy regularne połączenia żeglugi pasażerskiej z Brdyujściem, a także odbywano podróże Wisłą do Gdańska, Warszawy, oraz Kanałem Bydgoskim do Nakła. W latach 1961–1992 statkiem „Ondyna” odbywano podróże do Torunia i Chełmna, a także organizowano rejsy dancingowe po Brdzie, Wiśle i Kanale Bydgoskim.
Starania zmierzające do ożywienia turystyki wodnej na obszarze wodnym BWW podjęto w latach 90 XX w. przez działaczy regionalnego oddziału PTTK. Po rzece Brdzie zaczęły kursować statki pasażerskie, a od 9 października 2004 Bydgoski Tramwaj Wodny. Prowadzi on regularne kursy w górę i w dół Brdy, a także po Kanale Bydgoskim. Niektóre trasy wymagają śluzowań na śluzach Miejskiej, Okole i Czyżkówko. Cena biletów skorelowana jest z kosztem zwykłych biletów komunikacji miejskiej.
Oprócz wycieczek statkami żeglugi śródlądowej, uprawianymi formami turystyki na BWW są spływy kajakowe oraz regaty wioślarskie i żeglarskie.
Walorami Bydgoszczy umożliwiającymi rozwój turystyki, rekreacji i sportu w oparciu o zasoby wodne są przede wszystkim:
- łącznikowa rola Bydgoskiego Węzła Wodnego wśród polskich dróg wodnych,
- krajobraz miasta związany z systemem rzek i kanałów (waterfront Bydgoszczy),
- dziedzictwo kulturowe, szczególnie w obrębie Starego Miasta i Wyspy Młyńskiej, związane z wodą,
- współczesna architektura obiektów zlokalizowanych nad rzeką (Bank BRE, Hala widowiskowo-sportowa „Łuczniczka”, Opera Nova),
- obiekty sportowe do uprawiania sportów wodnych, takie jak: tor regatowy, tor kajakarstwa górskiego oraz przystanie wodne: wioślarskie, kajakarskie i żeglarskie,
- regionalne, krajowe i międzynarodowe imprezy turystyczne i sportowe.

Poza atrakcjami miasta Bydgoszczy istotne dla rozwoju turystyki w obrębie BWW są walory przyrodnicze: rozległe tereny leśne otaczające miasto ze wszystkich stron, Zalew Koronowski oraz jeziora pałuckie i wielkopolskie, do których można dotrzeć przez Kanał Górnonotecki.
Rozwój turystyki w Bydgoskim Węźle Wodnym jest skorelowany z budową infrastruktury dla uprawiania różnych form turystyki wodnej na całej drodze wodnej Wisła-Odra (mariny, przystanie, hotele) za sprawą Związku Miast i Gmin Nadnoteckich. Celem inwestycji na BWW ma być sprowadzenie do Bydgoszczy i wszystkich miejscowości przy drodze Wisła-Odra turystów z Europy Zachodniej (Francji, Holandii, Niemiec), którzy mogą tu dopływać jachtami poprzez Odrę, Noteć i Kanał Bydgoski.

## Program Rewitalizacji i Rozwoju Bydgoskiego Węzła Wodnego
Od lat 90. XX wieku europejskie dziedzictwo gospodarki wodnej, którym na terenie Bydgoszczy jest sprawna infrastruktura w postaci budowli hydrotechnicznych (śluzy, jazy, nabrzeża) oraz spichrzy, młynów i stoczni, uznano za czynnik konkurencyjności miasta i jego tożsamości.
Rewitalizacja terenów nadrzecznych stała się odpowiedzią na proces wcześniejszej degradacji, wynikający ze spadku wykorzystania gospodarczego i turystycznego śródlądowych dróg wodnych na obszarze Polski i Bydgoszczy w szczególności. Bezpośrednią przyczyną przekształceń było także społeczne zapotrzebowanie na aranżację miejsc, naznaczonych bogatą tradycją i historią, a jednocześnie bardzo atrakcyjnych pod względem krajobrazowym, środowiskowym i kulturowym.
Rewitalizacja BWW polega na wydobyciu tkwiących w terenach nadrzecznych wartości oraz ich rozwoju:
- kreowaniu nowego wyglądu terenów nadrzecznych poprzez wprowadzanie wysokiej jakości rozwiązań urbanistycznych, architektonicznych i krajobrazowych (wymiar przestrzenny);
- odrodzeniu dawnych funkcji terenów nadrzecznych i tworzeniu nowych (wymiar funkcjonalny);
- przyciąganiu inwestorów kreujących rozwój gospodarczy terenów nad Brdą i Wisłą (wymiar ekonomiczny);
- kształtowaniu interesujących przestrzeni publicznych podnoszących jakość zamieszkania i aktywizujących mieszkańców (wymiar społeczny);
- zachowaniu tradycji miejsc związanych z rzekami i kanałami, respektowaniu i eksponowanie genius loci miejsc, rozbudzeniu tożsamości lokalnej (wymiar kulturowy);
- zachowaniu walorów krajobrazowych, przyrodniczych;
- poprawie jakości wód (wymiar środowiskowy).

Pierwszym przedsięwzięciem, jakie zrealizowano w ramach programu była rewitalizacja w latach 1992–1995 parku nad starym Kanałem Bydgoskim wraz z remontem trzech zabytkowych śluz. W 1998 został opracowany program „Przywrócenie miastu rzeki Brdy”, który został nagrodzony na targach Investcity w Poznaniu oraz przez Związek Miast Polskich w konkursie „Innowacje w miastach – miasto 2000”. Część inwestycji zakładanych w tym programie zostało zrealizowanych do 2003. Były to m.in. remonty spichrzy, ulic i chodników, budowa bulwaru weneckiego na Wyspie Młyńskiej (2002), hali „Łuczniczka” (2002), odnowienie parku Centralnego nad Brdą. Powstały również nowe lokale nad Brdą, Kanałem i Młynówką np. „Stary Port”, „Wenecja”, „Karczma Młyńska”, „Kubryk”, hotel „Park”
Kolejne działania zawarto w dokumentach miejskich: Strategii Rozwoju Bydgoszczy do roku 2015, Wieloletnim Programie Inwestycyjnym Miasta Bydgoszczy, Planie Rozwoju Lokalnego Miasta Bydgoszczy, Lokalnym Programie Rewitalizacji dla Miasta Bydgoszczy, Studium Uwarunkowań i Kierunków Zagospodarowania Przestrzennego Bydgoszczy oraz Bydgoskim Programie Renowacji i Rekultywacji Istniejącego Systemu Wodno – Kanalizacyjnego. Część zadań jest lub zostało zrealizowanych z wykorzystaniem programów i funduszy unijnych.

Projekty inwestycyjne dotyczące Bydgoskiego Węzła Wodnego:
| Nr | Fundusz                                                                                  | Lata realizacji | Koszt [mln zł] | Dofinansowanie z programów pomocowych | Projekt |
| 1  | Fundusz ISPA, Fundusz Spójności                                                          | 2004–2010       | 855            | 131,6 mln €                           | Odcięcie wylotów zanieczyszczeń do Kanału Bydgoskiego i Brdy, budowa dwóch oczyszczalni ścieków nad Wisłą, skanalizowanie całego obszaru miasta, modernizacja sieci wod.-kan., bagrowanie Brdy i Kanału Bydgoskiego                                    |
| 2  | Europejski Fundusz Rozwoju Regionalnego                                                  | 2006–2007       | 12,11          | 2,77 mln zł                           | Rewitalizacja Wyspy Młyńskiej na cele rozwoju przedsiębiorczości, w tym m.in. adaptacja budynku Mennica 6 na Centrum Pracy i Przedsiębiorczości, odtworzenie kanału Międzywodzie, budowa 3 kładek nad Brdą i Młynówką.                                 |
| 3  | Budżet Bydgoszczy                                                                        | 2006–2008       | 2,26           |                                       | Budowa mariny „Gwiazda” na Kanale Bydgoskim. |
| 4  | Mechanizm Finansowy Europejskiego Obszaru Gospodarczego                                  | 2006–2009       | 21,19          | 11,39 mln zł                          | Renowacja obiektów dziedzictwa kulturowego na terenie Wyspy Młyńskiej, w tym renowacja 5 zabytkowych obiektów na Wyspie i przeznaczenie ich na cele muzealne (Europejskie Muzeum Pieniądza, Dom Wyczółkowskiego, Galeria Sztuki Nowoczesnej)           |
| 5  | Inicjatywa Wspólnotowa Interreg III                                                      | 2005–2007       | 0,27           | 50,7 tys. €                           | Projekt wykorzystania śródlądowych dróg wodnych: Wisły, Brdy i Kanału Bydgoskiego dla rozwoju regionalnego, m.in. koncepcja budowy przystani jachtowych, przystanków tramwaju wodnego oraz bulwarów, nabrzeży, kładek i przyległych obszarów parkowych |
| 6  | Budżet Bydgoszczy                                                                        | 2006–2009       | 1,82           |                                       | Unowocześnienie przystani wioślarskich, kajakarskich i toru regatowego |
| 7  | Regionalny Program Operacyjny Województwa Kujawsko-Pomorskiego na lata 2007–2013         | 2008–2011       | 25,6           | 16,05 mln zł                          | Budowa infrastruktury rekreacyjnej Wyspy Młyńskiej i jej otoczenia, w tym budowa obiektów małej architektury, renowacja nabrzeży |
| 8  | Regionalny Program Operacyjny Województwa Kujawsko-Pomorskiego na lata 2007–2013         | 2009–2012       | 21,0           | 7,06 mln zł                           | Rewitalizacja zdegradowanych terenów sportowych Wyspy Młyńskiej, w tym budowa przystani i hotelu dla turystów wodnych |
| 9  | Regionalny Program Operacyjny Województwa Kujawsko-Pomorskiego na lata 2007–2013         | 2009            | 0,02           | 14 tys. zł                            | Promocja marki lokalnej „Bydgoski Węzeł Wodny”. |
| 10 | Regionalny Program Operacyjny Województwa Kujawsko-Pomorskiego na lata 2007–2013         | 2011–2014       | 24,7           | 11,43 mln zł                          | Rewitalizacja bulwarów i nabrzeży Brdy na odcinku ok. 4 km, budowa przystanków Tramwaju Wodnego. |
| 11 | Projekt REURIS                                                                           | 2009–2011       | 1,73           | 1,47 mln zł                           | Rewitalizacja starego Kanału Bydgoskiego, m.in. aranżacja cieku na długości ok. 350 m |
| 12 | Masterplan dla Starego Fordonu                                                           | 2009–2010       | 0,17           |                                       | Projekt struktury urbanistycznej terenów dzielnicy Fordon, położonych wzdłuż rzeki Wisły |
| 13 | Holenderskie Ministerstwo Infrastruktury i Środowiska – projekt „Bydgoszcz, waterproof!” | 2011–2012       | 1,0            | 235 tys. €                            | Zintegrowany program zarządzania zasobami wodnymi w Bydgoszczy ze szczególnym uwzględnieniem bulwarów Brdy, Brdyujścia oraz nabrzeża Wisły w Starym Fordonie                                                                                           |
| 14 | Budżet Bydgoszczy                                                                        | 2017–2018       | 22,0           |                                       | Rewitalizacja bulwarów nad Brdą na odcinku 2 km od mostu Bernardyńskiego do mostu Pomorskiego |

W 2004 powstało Muzeum Kanału Bydgoskiego, natomiast od 8 grudnia 2005 cały zespół Kanału Bydgoskiego (nowego i starego) wraz z towarzyszącą zabudową został wpisany do rejestru zabytków. Od tego czasu władze Bydgoszczy podjęły również starania o utworzenie parku kulturowego na terenie od śluzy Brdyujście po śluzę Nakło-Zachód oraz wpisanie Kanału na listę Światowego Dziedzictwa Kultury i Przyrody UNESCO ze względu na unikatowy w skali europejskiej przykład XVIII-wiecznej myśli technicznej i wielkie znaczenie dla rozwoju miasta. W marcu 2005 powstało Stowarzyszenie „Kanał Bydgoski”, zaś w 2006 powołano fundację pod tym samym imieniem. 19 kwietnia 2006 na statku „Władysław Łokietek” podpisano memorandum inaugurujące starania o powołanie parku kulturowego na obszarze leżącym wzdłuż BWW i Kanału Bydgoskiego.
W 2006 władze miasta Bydgoszczy opracowały Program Rewitalizacji Bydgoskiego Węzła Wodnego, który zwyciężył w konkursie organizowanym przez Ministerstwo Budownictwa na wybitne osiągnięcia twórcze. Program ma na celu przywrócenie Bydgoszczy kluczowej roli na szlaku wodnym Berlin-Królewiec. Urbaniści wyodrębnili w mieście pięć typów krajobrazów nadrzecznych, przeprowadzili analizę istniejącego stanu środowiska, infrastruktury gospodarczej, turystycznej i rekreacyjnej oraz zamieścili plan działań inwestycyjnych.
Typy krajobrazów nadrzecznych w „Programie Rewitalizacji Bydgoskiego Węzła Wodnego”:
| Nr | Nazwa                     | Lokalizacja                                                                    | Długość [km] | Mosty i kładki | Stopnie wodne | Uwagi |
| 1  | Zielona Dolina Brdy       | Smukała, Opławiec, Piaski, Czyżkówko, Jachcice                                 | 13,0         | 4              | 1             | krajobraz naturalny, rzeka spławna, nie uregulowana, płynąca w głębokiej dolinie, okolonej lasem, woda II klasy czystości |
| 2  | Brda Śródmiejska          | Okole, Śródmieście, Stare Miasto, Babia Wieś, Skrzetusko                       | 5,2          | 13             | 1             | krajobraz kulturowy z charakterystycznymi budowlami – „symbolami” miasta Bydgoszczy i miejską zabudową tworzącą front wodny, rzeka skanalizowana, woda II klasy czystości                                                            |
| 3  | Brda Gospodarczo-Sportowa | Bartodzieje, Kapuściska, Bydgoszcz Wschód, Zimne Wody, Siernieczek, Brdyujście | 9,3          | 6              | 1             | krajobraz z udziałem obiektów gospodarczych (porty, przedsiębiorstwa, nabrzeża, magazyny) i sportowych (tor regatowy), rzeka skanalizowana wykorzystywana dla celów żeglugi towarowej (transport kruszywa), woda III klasy czystości |
| 4  | Kanał Bydgoski            | Okole, Wilczak, Jary, Flisy, Miedzyń, Prądy, Osowa Góra                        | 6,5          | 10             | 7             | zabytek sztuki inżynierskiej wraz ze śluzami i otaczającą zielenią parkową |
| 5  | Dolina Wisły              | Łęgnowo, Brdyujście, Fordon,                                                   | 14,0         | 1              |               | krajobraz szerokiego koryta rzeki w otoczeniu zieleni nadbrzeżnej, poniżej Fordonu pomorski przełom Wisły, rzeka uregulowana przez ostrogi i opaski                                                                                  |

Projekt Rewitalizacji Bydgoskiego Węzła Wodnego przewiduje następujące inwestycje:
- rewitalizacja Wyspy Młyńskiej i stworzenie z niej najbardziej prestiżowego obszaru Bydgoskiego Węzła Wodnego[68]
- budowa siedmiu marin i nabrzeży cumowniczych zapewniających obsługę jednostek pływających: jedna na Kanale Bydgoskim[69], pięć na Brdzie („Brda Centrum” przy WSG[70], „Staromiejska” na Wyspie Młyńskiej[71], „Kartodrom” przy torze kartingowym[70], przystań „Żegluga” w rejonie stoczni Żeglugi Bydgoskiej[70]) oraz przystań „Brdyujście” na torze regatowym w pobliżu ujścia Brdy do Wisły[72],
- budowa bulwarów, ciągów spacerowych i ścieżek rowerowych na nabrzeżach Brdy, Wisły i Kanału Bydgoskiego w trzech standardach użytkowych[73], bulwary o najwyższym standardzie planowane są na odcinku śródmiejskim Brdy oraz nad Wisłą w Fordonie,
- udostępnienie miejsc do cumowania barek o funkcji hotelowej i mieszkalnej (tzw. mieszkania na wodzie)[72],
- organizacja mobilnego muzeum żeglugi śródlądowej na barce[74] oraz stanowisk eksponujących zabytki budownictwa hydrotechnicznego w Bydgoszczy
- przebudowa toru regatowego pod kątem zapewnienia warunków dla prowadzenia regat wioślarskich i kajakowych o randze międzynarodowej (wydłużenie toru i przebudowa jego zaplecza)[75]
- budowa nowych przystanków tramwaju wodnego[76] oraz zapewnienie ich połączenia z infrastrukturą komunikacji miejskiej[77]
- rewitalizacja Central Parku nad Kanałem Bydgoskim[78],
- remonty wszystkich budowli hydrotechnicznych Bydgoskiego Węzła Wodnego – śluz, jazów, nabrzeży (z wyjątkiem betonowych nabrzeży skarpowych, które są przeznaczone do przebudowy) oraz budowli regulacyjnych na Wiśle.
- odcięcie wszystkich miejskich źródeł zanieczyszczeń Brdy, bagrowanie i pogłębienie dróg wodnych Brdy skanalizowanej i Kanału Bydgoskiego[52],
- budowa centrum edukacyjno–rekreacyjnego „Ogniwo” przy połączeniu Brdy z Kanałem Bydgoskim, z wkomponowaną w Strugę Flis przystanią dla jachtów i kajaków,
- realizacja programu „Bydgoski Kazimierz”, dotyczącego zmiany wizerunku i odtworzenia nadrzecznej tożsamości starego Fordonu nad Wisłą[70],
- budowa nowych mostów i kładek przez Brdę i Kanał Bydgoski.

Natomiast we wstępnym wykazie projektów kluczowych Bydgoskiego Obszaru Funkcjonalnego do realizacji w okresie 2015–2020 znalazły się następujące przedsięwzięcia związane z BWW:
- utworzenie turystycznego szlaku wodnego na rzece Brdzie na odcinku Bydgoszcz-Zalew Koronowski – szacowany koszt 8,5 mln zł,
- rewitalizacja bulwarów i nabrzeży Brdy na wschód od mostu Pomorskiego – 45 mln zł,
- rewitalizacja Starego Fordonu oraz nabrzeży Wisły – 50 mln zł,
- przebudowa toru regatowego w Brdyujściu – 68 mln zł,
- tramwaj wodny na odcinku Bydgoszcz-Solec Kujawski-Toruń,
- budowa pomostu cumowniczego dla kajaków i jachtów na Kanale Górnonoteckim w Lisim Ogonie,
- droga rowerowa wzdłuż Kanału Bydgoskiego i Noteci – (Bydgoszcz, Sicienko, Nakło).

## Imprezy sportowe i turystyczne związane z Bydgoskim Węzłem Wodnym
Rosnąca rola BWW jako znaku rozpoznawczego Bydgoszczy, próba jego wyeksponowania jako kluczowego atutu turystycznego spowodowała pojawienie się inicjatyw promocyjnych, w tym imprez masowych i festiwali. Do najbardziej znanych należą:
- Bydgoski Festiwal Wodny Ster na Bydgoszcz (czerwiec) – organizowany od 2008 festyn służący promocji turystyki wodnej[80]; festiwal trwa dwa dni i obejmuje koncerty, imprezy masowe, paradę jednostek pływających, wyścigi łodzi zbudowanych z plastikowych butelek oraz tzw. Bydgoską Kajakową Masę Wodną
- Wielka Wioślarska o Puchar Brdy (wrzesień)[81] – regaty na Brdzie z udziałem osad krajowych i zagranicznych, przeprowadzane od 1992. Trasa regat mierzy ok. 12 km, z Brdyujścia do Rybiego Rynku w centrum miasta. Od 2005 uczestniczą w nich m.in. osady angielskich uniwersytetów: Oxford, Cambridge[82].
- Regaty żeglarskie Bydgoszcz-Toruń (maj) – organizowane od 1938 wyścigi jachtów na Wiśle z Torunia do Brdyujściu, po czym następuje uroczyste zakończenie regat przy Rybim Rynku w Bydgoszczy[83]
- Bydgoski Jarmark Wodny (czerwiec) – pierwsza edycja odbyła się 17–19 czerwca 2005[65]
- Woda Bydgoska (sierpień, www) – zawody pływackie na Brdzie w centrum Bydgoszczy na dystansach 650, 1600 i 2800 m, z udziałem ok. 500 zawodników

Od 2016 działa Bydgoski Rower Wodny – wypożyczalnia rowerów wodnych na torze regatowym w Brdyujściu. Niezależnie od tego można pływać na Brdzie w centrum miasta na łodziach, kajakach i motorówkach wypożyczonych w przystani Bydgoszcz.

## Logo Bydgoskiego Węzła Wodnego
28 października 2009 r. Rada Miasta Bydgoszczy uchwaliła znak promocyjny Bydgoskiego Węzła Wodnego. Logo nawiązuje do tradycji historycznej miasta, a kształtem przypomina zarys odcinka Brdy oraz Młynówki, opływającej Wyspę Młyńską. Prawo używania znaku mogą uzyskać podmioty gospodarcze, organizacje społeczne, instytucje oraz osoby prywatne działające na obszarze Bydgoskiego Węzła Wodnego.